# Club Atlético River Plate
El Club Atlético River Plate es un entidad polideportiva de Argentina. Fue fundado el 25 de mayo de 1901 en el barrio de La Boca, tras la fusión de los clubes Santa Rosa y La Rosales, y su nombre proviene de la antigua denominación que se le daba en el inglés británico al Río de la Plata. Su principal actividad es el fútbol masculino profesional, el cual participa en la Primera División de Argentina. Disputa sus partidos en el estadio Mâs Monumental, el de mayor capacidad del continente con un aforo para 85 018 espectadores.
Identificado por sus colores blanco, rojo y en menor proporción negro, River Plate es uno de los clubes más exitosos del mundo con un total de 72 títulos en su palmarés. Es el club más ganador de la Primera División de Argentina, con 38 campeonatos conseguidos. También es el segundo club más ganador de copas nacionales con 16 títulos. Es el segundo club más ganador de la Copa Argentina con tres títulos y el más ganador de la Supercopa Argentina y el Trofeo de Campeones de la Liga Profesional. Ostenta el récord de ser el club más ganador del fútbol argentino desde su profesionalización en 1931 sumando 69 títulos oficiales.
A lo largo de su historia consiguió importantes récords a nivel nacional, donde destaca ser el líder de la tabla histórica de Primera División, además de ser el que más partidos ganó, el que menos perdió, el que más goles marcó y el que menos recibió, y es también el que más temporadas disputó en la máxima categoría del fútbol argentino. Además, es el equipo que más veces ha conseguido un tricampeonato de liga, en cuatro oportunidades y el primer y único club en ser bicampeón de la Copa Argentina.
Es el tercer club más laureado en el continente americano —junto con el São Paulo F. C.— sumando 12 conquistas internacionales a nivel confederativo e interconfederativo y llega a la suma de 18 trofeos contabilizado las extintas copas organizadas por la AFA y la AUF como la Cup Tie Competition y la Copa Aldao, siendo el máximo ganador de este último certamen internacional con cinco conquistas. Fue el primer equipo argentino en conseguir la triple corona —tras ganar el campeonato, la Copa Libertadores y la Copa Intercontinental en 1986—. Además, en 2015 se convirtió en el único club argentino en ser el campeón defensor de las tres principales competiciones de Conmebol, y el único sudamericano en conseguirlo en las tres competiciones actualmente vigentes.
En la máxima competición continental disputó un total de siete finales y se posiciona primero en la tabla histórica de la competición, siendo también el club argentino que más veces jugó el certamen con 40 participaciones. En cuanto a títulos es el cuarto equipo que más veces levantó el trofeo, con cuatro conquistas, igualado con Estudiantes de La Plata y solo superado por Independiente con siete, Boca Juniors con seis y Peñarol con cinco. La edición 2018 de dicha copa, ganada ante Boca Juniors (su máximo rival) en Madrid, es considerada el título más importante de su historia.
Es uno de los seis equipos argentinos y uno de los 31 equipos del mundo que ostentan el título de campeón mundial de clubes entre más de 300 000 clubes reconocidos por FIFA, al haber conquistado la Copa Intercontinental en el año 1986, derrotando al representante de la Copa de Campeones de Europa, el Steaua de Bucarest de Rumania por 1 a 0. Adicionalmente, fue designado por la FIFA como el noveno mejor club del siglo XX —junto al A. C. Milan y al C. R. Flamengo—. calificando como el mejor equipo argentino y tercero a nivel continental. Por su parte, la IFFHS en un ranking elaborado en 2009 lo ubicó en la cuarta posición a nivel continental. En el nuevo ranking organizado por la misma institución donde se establece el mejor club del siglo XXI por décadas, se ubica primero entre los clubes argentinos en la segunda década, que establece puntajes desde 2011 a 2020.
Es considerado uno de los denominados cinco grandes del fútbol argentino, a partir de que la AFA dispusiera la implementación del llamado «voto proporcional» en 1937, que consistía en darle mayor poder de decisión a aquellos clubes con mayor número de socios, mayor antigüedad y mayor cantidad de títulos. Mantiene rivalidades con distintos clubes del país. La más importante es con Boca Juniors —como clubes de mayor repercusión y éxito de Argentina— en el denominado «Superclásico». El periódico inglés The Sun lo describe como la «experiencia deportiva más intensa del mundo», mientras que el también inglés The Observer lo califica en el primer puesto entre los «50 espectáculos deportivos que hay que ver antes de morir». Otra de las rivalidades tradicionales es con Racing Club, con el cual protagoniza el denominado «clásico más antiguo» del fútbol argentino. También disputa clásicos históricos con Independiente y con San Lorenzo; con los cuales también integra el lote de los «cinco grandes».
Fue reconocido por la revista Forbes, como el «club más valioso de Argentina» y el noveno «más valioso de América», cuando en 2020 se publicó un análisis de clubes en el mundo. La publicación afirmó que la institución estaba cotizada en un valor de 270 millones. Además, es el 12.º club con mejores divisiones inferiores del mundo según el ranking de CIES, siendo el mejor argentino posicionado.
Actualmente, es el segundo club con más socios en el mundo, con 351.487 abonados, solo por detrás del Real Madrid. Además, en 2024 se publicó otro informe donde lo posiciona como el «club más convocante de 2023», superando los 84.500 espectadores promedio por partido y fue el equipo que más hinchas convocó en todo el mundo. Superando a equipos como Borussia Dortmund y Bayern Múnich, entre otros.

## Historia
|  | Para un completo desarrollo véase Historia del Club Atlético River Plate |

### Fundación y exitosas primeras décadas
Fue fundado el 25 de mayo de 1901 en la ciudad de Buenos Aires, a partir de la fusión de dos clubes: Santa Rosa y La Rosales, dos equipos del barrio de La Boca que mantenían una amistosa rivalidad. Después de varias propuestas, decidieron llamarlo «River Plate». Ese mismo día se firmó el acta de fundación, y Leopoldo Bard fue elegido como primer presidente, y primer capitán del equipo. Un año más tarde después de la fundación de institución y en el mismo barrio, nació Antonio Vespucio Liberti, un directivo muy importante en la historia de River.

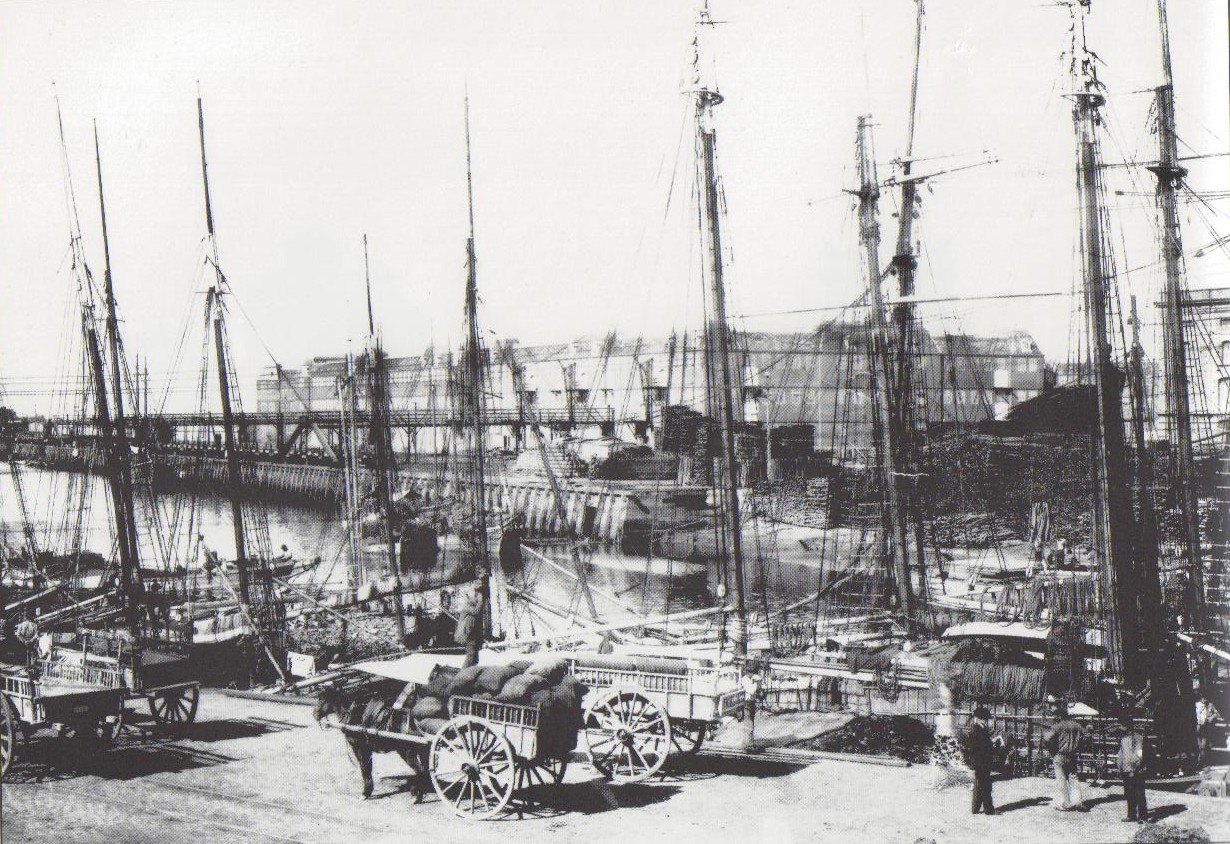
El Puerto de Buenos Aires, en el barrio de La Boca hacia 1900. El nombre River Plate, según se cuenta, fue sacado de unos cajones que contenían dicha inscripción y que se encontraban en ese lugar

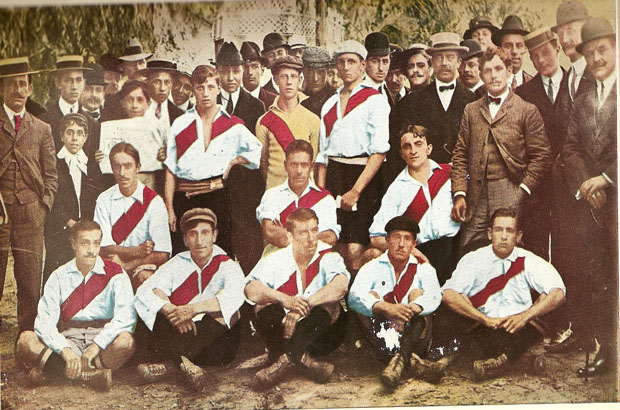
Equipo de River Plate que logró el ascenso a Primera División en 1908

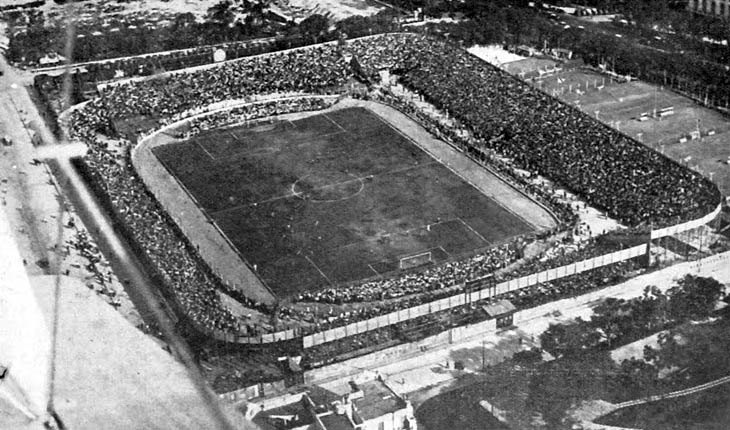
Vista aérea del Estadio de Alvear y Tagle fue utilizado entre 1923 y 1937, fue el penúltimo estadio del club antes de la construcción del Estadio Monumental

La primera cancha que tuvo el club estaba ubicada del lado este de la Dársena Sud del puerto de Buenos Aires. Allí River inició su campaña amateur, luego se mudó a Sarandí -Partido de Avellaneda- durante un breve lapso, para regresar al barrio de La Boca nuevamente. También la primera comisión directiva, quedó compuesta por Leopoldo Bard como presidente, Alberto Flores como vicepresidente, Bernardo Messina como secretario, Enrique Balza como prosecretario, Enrique Salvarezza como tesorero y Juan Bonino como protesorero. Los puestos de vocales quedaron a cargo de José Pita, Enrique Zanni, Pedro Martínez, Eduardo Rolón, Carlos Antelo y Livio Ratto.

Pongamos toda nuestra fe, todo nuestro ideal en la grandeza del Club que ve la luz en el mismo día que ha nacido una nueva y gloriosa nación: el 25 de mayo
Leopoldo Bard, primer Presidente de River Plate (25 de mayo de 1901).

La primera cancha que tuvo el club estaba ubicada del lado este de la Dársena Sud del puerto de Buenos Aires, detrás de las carbonerías de Wilson. Allí River inició su campaña amateur, disputando encuentros con clubes de barrios linderos o zonas cercanas. Luego se mudó a Sarandí -Partido de Avellaneda- durante un breve lapso, para regresar al barrio de La Boca nuevamente. En 1914 levantó, sobre la calle Gaboto, una tribuna techada y una gradería.
El 7 de mayo logra su primera victoria, imponiéndose a General Belgrano “A” por 4-3. A pesar de realizar una mala campaña, al año siguiente se inscribe en la Segunda División. El 13 de diciembre de 1908 disputa el ascenso a Primera División, venciendo a Racing Club por 2-1. El partido es impugnado por Racing, debido a que en el segundo gol de River los hinchas ingresaron a la cancha para festejar con los jugadores, debiendo jugarse nuevamente el 27 de diciembre, ganándolo River por 7-0 y obteniendo de esta manera su ascenso a la primera división argentina.
Su estreno en primera división fue el 2 de mayo de 1909, goleando de local a Argentino de Quilmes por 7-3; el 12 de septiembre de ese año derrota 1-0 al poderoso Alumni con gol de Hernán Rodríguez. El 18 de agosto de 1912, Belgrano Athletic Club vence a River 8-1, generando la peor caída en la historia (durante el profesionalismo jamás recibiría una goleada de tal magnitud). La temporada inicial finalizaría con un honroso segundo puesto, escoltando al multi campeón Alumni Athletic Club y recibiendo el reconocimiento del público por ser el equipo de mayor crecimiento en lo reciente. La gente no se equivocaba y los números no mentían, porque de 40 socios antes del ascenso creció hasta los 1000 en su primera campaña dentro de la máxima categoría y superó los 4000 en 1912.
A lo largo de toda su historia River encontraría en Boca a su rival clásico. Los dos equipos se formaron en La Boca y ambos reconocían explícitamente su herencia genovesa: en el caso de River al tomar los colores de su casaca de la bandera de Génova hasta alcanzar la categoría de "Superclásico del fútbol argentino". El primer enfrentamiento oficial entre ambos equipos se concretó el 24 de agosto de 1913, en el torneo de Primera División, disputándose en la cancha de Racing y ganando River 2-1 con goles de Cándido García y Antonio Ameal Pereyra.
En 1914 River obtendría sus primeros títulos en la máxima categoría, cual sería Copa de Competencia Jockey Club, venciendo a Newells 4 a 0 en la final. Ese logro le dio el derecho a disputar la Cup Tie Competition en la que derrotó a Bristol de Uruguay por 1 a 0, ganando de ese modo su primer título internacional y dos años después, ya en 1916 se disputó la primera edición de la Copa América y River cede por primera vez jugadores a la selección nacional para un torneo oficial. River consiguió su primera liga a base de mucho sacrificio y perseverancia, fue en el torneo de 1920, donde ganó en la última fecha a Quilmes por 2-0. Para entonces River tenía su cancha junto al Riachuelo, en la manzana formada por las calles Pinzón, Gaboto, Aristóbulo del Valle y Pedro de Mendoza, y su casaca era una camiseta de franjas verticales rojas y blancas, con una raya negra más fina en los bordes de las franjas rojas. No sería para nada destacada la actuación de River en los años posteriores, ya que apenas dos subcampeonatos en 1921 y 1922 fueron sus mejores campañas.
Debido a no poder renovar el alquiler del predio donde estaba situada su cancha en la Boca, en 1923 debe buscar una nueva ubicación y deja definitivamente el barrio de sus orígenes y construye un nuevo estadio con capacidad para 40.000 personas, en un terreno sobre la avenida Alvear (hoy Libertador) entre Tagle y Austria; contaba con una tribuna oficial y otra popular, ambas de 120 metros de largo, y en ese estadio obtendría sus tres primeros campeonatos en la era profesional. Entre 1924 y 1928, realizará malas campañas deambulando por mitad de tabla o más abajo aún. Recién en 1929, ya con las ligas unificadas, volvería a ser animador del torneo con un tercer puesto. En 1930, último año del amateurismo, repetiría el tercer puesto y queda consolidado en el lote de los habituales protagonistas del fútbol argentino.
El primer campeonato profesional del fútbol argentino se jugó en 1931, donde Boca se consagró campeón y River finalizó en el tercer lugar. La primera victoria ante su clásico rival durante el profesionalismo, fue durante la última fecha del campeonato de 1933, imponiéndose 3-1 e impidiendo que Boca se consagre campeón. Con la compra de Carlos Peucelle por 10 mil pesos en 1931, y Bernabé Ferreyra en 1932 por 35 mil pesos, el club revolucionó el mercado de pases de la época, ganándose el apodo de "Millonarios", siendo el único club sudamericano en la historia del fútbol mundial en haber realizado el fichaje más costoso del mundo hasta ese momento. En 1932 formó un gran equipo, y finalizó el torneo igualando la primera posición junto a Independiente, 50 puntos en 34 partidos, ganados 22, empatados 6, perdidos 6, goles a favor 81, goles en contra 43 y Bernabé terminó goleador ese año con 43 goles. El partido desempate lo ganó River por 3-0 en cancha de San Lorenzo, adjudicándose su primer campeonato del profesionalismo.
Con jugadores como José Manuel Moreno, Adolfo Pedernera y Renato Cesarini, y con la adquisición de José María Minella, River logra el primer tricampeonato de su historia. El campeonato de 1936 se dividió en dos rondas: la Copa de Honor, obtenida por San Lorenzo de Almagro, y la Copa Campeonato conseguida por River. En cancha de Independiente, River derrotó 4-2 a San Lorenzo y obtuvo el título de 1936, un año después 1937 se volvió al sistema de liga, y River ganó obteniendo 58 puntos en 34 partidos con 106 goles a favor y 43 en contra, habiendo ganado 27 partidos, empatado 4 y perdido 3, siendo su goleador José Manuel Moreno con 37 anotaciones. En el año 1932, ganó la Copa de Competencia, la primera copa nacional que se organizó en el profesionalismo. En 1936, se coronó campeón de la Copa de Oro y de la Copa Campeonato, torneo oficializado en 2013 como campeonato regular de Primera División, además de conquistar, en el mismo año y en 1937, la Copa Aldao, organizada por la AFA y la AUF, sumando sus primeros dos títulos internacionales oficiales del profesionalismo. En 1937, ganó también la Copa Ibarguren, goleando 5 a 0 en la final al campeón de la Asociación Rosarina de Fútbol de aquel año, Rosario Central. De este modo, el club obtuvo los tres títulos oficiales disputados en la temporada 1937 y se configuró como un equipo copero en los primeros tiempos de la llamada «era rentada».
Hacia 1935 se sabía que River no iba a poder prolongar por mucho tiempo la ubicación del antiguo estadio de avenida Alvear y Tagle, ya que los terrenos no pertenecían al club y el contrato de alquiler no le sería renovado. El problema era grande dado que allí River Plate no solo tenía un importante estadio para esa época, sino que además poseía muchas instalaciones deportivas anexas destinadas a los socios, tal como ocurre en la actualidad. Esas instalaciones sirvieron en parte para captar un gran número de asociados dada su comodidad e infraestructura. Tal como estaba previsto, fue desalojado de esta ubicación en 1937, pero el club ya había puesto en marcha en 1934 algo mucho más grande. El 25 de mayo de 1938 se inaugura oficialmente el Estadio Monumental, con un partido ante Peñarol de Uruguay, donde River se impuso por 3-1. Este escenario se convertiría en el hogar habitual de la selección de fútbol de Argentina, como sede de importantes partidos internacionales y campeonatos organizados por Conmebol y FIFA.

### La Máquina
El período que abarca gran parte de la década de 1940 y mitad de la anterior, es considerado el mejor momento del fútbol argentino y River Plate fue el principal protagonista de ese tiempo con el equipo más famoso, «la Máquina». Este sería el fruto de un proceso de trabajo de inferiores iniciado en la década anterior, sumado a la continuidad de tener a exjugadores del club, con una visión compartida a cargo de la dirección técnica. Comenzó con Renato Cesarini a cargo de la dirección técnica y Carlos Peucelle en un doble rol, jugando sus últimos partidos y al mismo tiempo interviniendo en las inferiores. Después de una campaña discreta en 1940, con la confirmación de Adolfo Pedernera como titular, se afianzó la delantera y el funcionamiento general que le daría fama mundial al equipo. A partir de la segunda rueda consiguió un récord de partidos sin derrotas que lo llevó a consagrarse campeón en 1941. En su racha invicta el equipo obtendría esa misma temporada la Copa Ibarguren,la Copa Escobar y la Copa Aldao, obteniendo la cuádruple corona con todos los títulos oficiales nacionales e internacionales en juego.
Tras el debut de Félix Loustau en 1942 comenzó a formarse la delantera compuesta por Juan Carlos Muñoz, José Manuel Moreno, Adolfo Pedernera, Ángel Labruna y el mismo Félix Loustau. También alternaba la titularidad en la delantera Aristóbulo Deambrossi por alguno de los punteros. El equipo obtendría el bicampeonato. También obtendría ese año la Copa Ibarguren. Al año sufriría una baja sensible a mitad del campeonato, la partida de Moreno, considerado el mejor jugador del mundo en ese momento.
En 1945 asume Peucelle, sucediendo a Cesarini en la conducción. River se convierte nuevamente en campeón, destacándose en gran forma Ángel Labruna, el volante central Néstor Rossi y teniendo como capitán al arquero peruano José Soriano. Ese mismo año vuelve a consagrarse en la Copa Aldao. Ese año también debutarían, aunque con poca participación, Alfredo Di Stéfano y Amadeo Carrizo. Meses volvería Moreno de México y el equipo terminaría tercero.
La única vez entre 1941 y 1949 en la que River terminaría debajo del segundo puesto. Sin embargo al finalizar el año visita a Brasil donde derrota al bicampeón paulista y brasileño São Paulo F. C. Luego de producirse la partida definitiva de Pedernera en 1947 después de sucesivas diferencias con la dirigencia. River, ya sin la Máquina, y con la dirección de José María Minella, forma otra gran delantera llamada «La Eléctrica» (Reyes, Moreno, Di Stéfano, Labruna y Loustau) y se consagra nuevamente campeón con 48 puntos y 90 goles en 30 partidos. Al año siguiente River obtendría nuevamente la Copa Aldao por quinta oportunidad, luego emprendería una breve gira por Brasil donde derrota al campeón paulista S. E. Palmeiras y finalmente participaría del primer Campeonato Sudamericano de Clubes Campeones, saliendo segundo a un punto de Vasco da Gama. Al año siguiente como resultado de una huelga masiva de jugadores comienza el éxodo de jugadores del medio local al fútbol colombiano. River sufriría en el lapso de unos meses primero la baja de Moreno y luego seguirían otros. El equipo se ve afectado por la huelga y finaliza subcampeón pero alejado del campeón. Al año siguiente River emprendería su primera visita a Europa para jugar un partido en Turín a beneficio de las familias de las víctimas de la tragedia de Superga, accidente de aviación en el cual perecieron los jugadores del Torino F. C. de Italia, quíntuple campeón de la Serie A. River enfrentó a un combinado de los demás equipos de la primera división italiana, empatando 2-2 con goles de Labruna y Di Stefano.
La influencia de River en esta década se extendió a la selección nacional, en la que sus jugadores fueron protagonistas en las competencias en las que intervino, siendo goleadores del equipo (Moreno en 1942 y Di Stefano en 1947) o elegidos la figura del torneo (Pedernera en 1946 y Moreno en 1947). Argentina, en años sin campeonatos mundiales por la guerra en Europa, tuvo absoluta supremacía en el fútbol continental. Disputó cinco copas América, ganando cuatro en 1941, 1945, 1946 y 1947 y siendo subcampeón de Uruguay en 1942. La mayoría del plantel millonario participó en aquellas selecciones además de todos sus delanteros también jugaron en la representación nacional Norberto Yácono, Néstor Rossi, Bruno Rodolfi y José Ramos, entre otros.

### Hegemonía y fama mundial
La década comenzó con el equipo afectado por el éxodo al fútbol colombiano. El equipo finaliza en la cuarta posición en 1950, pero lo más importante es la contratación del uruguayo Walter Gómez que resultaría una de las figuras más importantes de la década. Al año siguiente mejora su campaña y finaliza tercero. El equipo emprendió una exitosa gira por Europa entre fines de 1951 y principios de 1952, Las victorias más importantes fueron ante el Real Madrid en el Bernabéu y Manchester City en Maine Road, siendo el primer equipo argentino en vencer en Inglaterra.

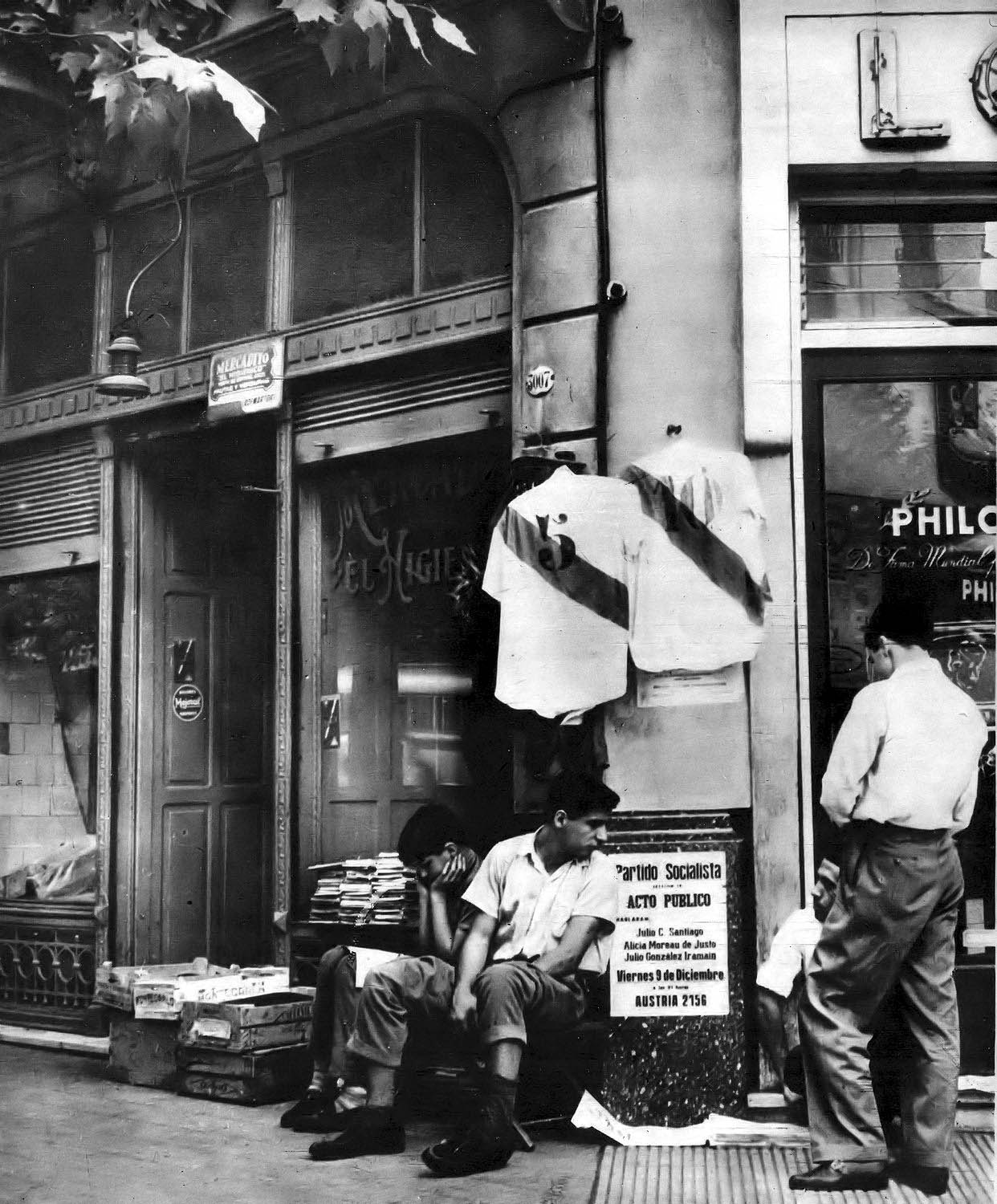
Las camisetas de Néstor Rossi y Ángel Labruna, ídolos de la época, exhibidas en la Avenida Santa Fe de Buenos Aires en el año 1955

Ese equipo sería campeón con 40 puntos, sería La Maquinita de Santiago Vernazza, Eliseo Prado, el uruguayo Walter Gómez, Labruna y Loustau, junto al arquero Carrizo. El equipo además obtendría en ese año la Copa Ibarguren. Repetiría el título en 1953 con la misma base. El año siguiente sería de una campaña discreta con un tercer puesto a 7 puntos del campeón, pero al año siguiente retomaría la senda triunfal con el primero de tres campeonatos conseguidos al hilo. En 1955 el equipo vuelve al primer puesto con 45 puntos. Se consagró campeón nuevamente en la cancha de Boca con una victoria por 2 a 1.
Al año siguiente ganó de nuevo el campeonato. Sufrió una baja muy importante, la de Walter Gómez y esto consolida en la titularidad Enrique Omar Sívori. En ese torneo River venció por 2-1 a Boca Juniors y Labruna marcó su último gol frente al clásico, llegando a 16 en superclásicos oficiales.
También el mismo año el poderoso club italiano Juventus pagó 10 millones de pesos por Sívori y con ese dinero River construyó la tribuna Colonia. El equipo no resiente su funcionamiento y logra el título. Al año siguiente vuelve a ser campeón logrando así el tercer tricampeonato de su historia. River recibió la Copa de Oro Eva Perón un título que se le otorgaba a los equipos que ganaran un tricampeonato (tres ligas consecutivas) o cinco torneos alternados. Ese año le realizaron un partido homenaje a Ángel Labruna quien cumplía 25 años desde su primer año en las inferiores y 20 de su debut en primera. El rival fue Peñarol como en la inauguración del monumental y para la ocasión se volvió a formar la delantera más famosa de la Máquina, también asistieron el arquero Isola del amateurismo y Leopoldo Bard uno de los fundadores y primer presidente del club.
En los últimos 20 años River, había obtenido 11 títulos de liga, sumaría 7 copas nacionales. Esa supremacía, llevó al periodista Dante Panzeri a afirmar que River era el Alumni de la era profesional, por el amplio margen de ventaja que obtuvo frente a sus competidores como lo hizo en el amateurismo el recordado club. Dicha superioridad fue extendida al ámbito del Río de la Plata, ya que obtuvo 5 de las 6 Copa Aldao en las que participó enfrentando al campeón de Uruguay más una edición inconclusa, en la que se impuso en el primer partido. Como consecuencia de esta prolongada era de éxitos, las estadísticas de la IFFHS ubican a River en el primer lugar en el ranking histórico sudamericano hacia 1960.

### Campeón tras dieciocho años de sequía
Luego de que la selección argentina fracase en la Copa Mundial de la FIFA Suecia 1958, la vieja escuela riverplatense entró en su época más oscura. Finalizó sexto en 1958 y nuevamente en la misma posición al torneo siguiente. El 12 de octubre de 1959 Ángel Labruna, máximo goleador de los Superclásicos con 16 goles, jugó su último partido en el club, donde convirtió un total de 542 goles, 317 de ellos en partidos oficiales, a lo largo de 22 años. River no logró ningún campeonato en la década de 1960, inaugurando una de las peores épocas de la historia del club, con una sequía de títulos que duraría 18 años. Fueron años de constantes subcampeonatos. La racha negativa de River, bajo la conducción de Renato Cesarini, alcanzó su cumbre en 1966. River perdió el partido final de la Copa Libertadores 1966 ante el C. A. Peñarol por 4:2. Este equipo anotó en los tiempos extra tras estar en desventaja por 2:0 en el primer tiempo. La derrota produjo el nacimiento del apodo de «gallinas».

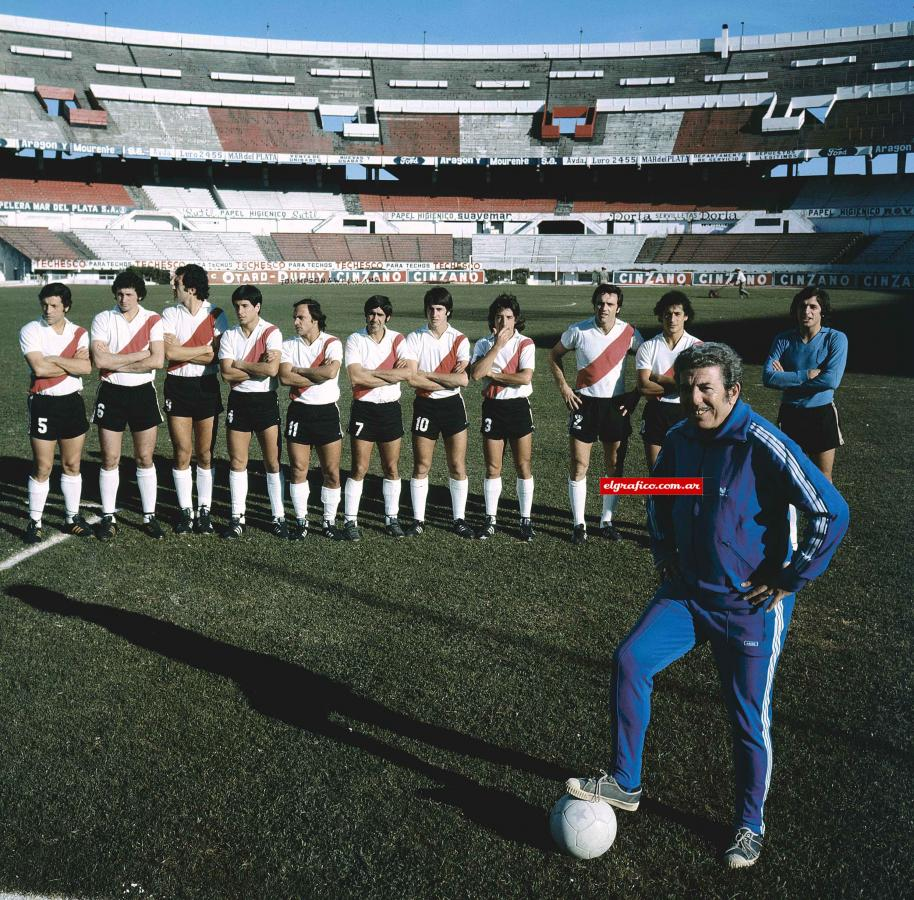
Ángel Labruna y sus dirigidos en 1977, dos años después de haber vuelto al club para ganar un título tras dieciocho años

En 1968 y durante el desarrollo de un superclásico, una avalancha humana produjo la muerte de 71 personas por asfixia y la lesión de otras 66, en la puerta 12 del Estadio Monumental. A finales del mismo año, el arquero Amadeo Carrizo se retiró del fútbol con la cifra récord de 546 partidos jugados en el equipo. La década de 1970 inició con el subcampeonato del Metropolitano 1970. Al siguiente año, con 18 años de edad, hizo su debut en primera división Norberto Alonso, promovido por el director técnico brasileño Didí, mentor del jogo bonito. En 1975 Labruna asumió como director técnico y ganó seis ligas (M/1975, N/1975, M/1977, M/1979, N/1979, y 1980), interrumpiendo la racha de 18 años sin títulos. River perdió otra final de Copa Libertadores (1976), esta vez ante Cruzeiro (por 3:2).
Durante la Copa Mundial de la FIFA 1978, River aportó cinco futbolistas a la selección nacional: Alonso, Fillol, Luque, Ortiz y Passarella (capitán). Luego de la renuncia de Labruna en 1981 asumió Alfredo Di Stéfano. Para contrarrestar el impacto generado por Boca al adquirir a Diego Maradona, River contrató a Gallego, Kempes y Olarticoechea. River se consagraría campeón (N/1981) tras derrotar en las dos finales a Ferro Carril Oeste por 1:0 en ambos partidos, sin Alonso, marginado por Di Stéfano.
El año siguiente comienza revolucionado para el club con hechos como la venta de Alonso al C. A. Vélez Sarsfield por su pelea con Di Stéfano, el regreso de Kempes al Valencia C. F. y las transferencias de Ramón Ángel Díaz y Passarella crearon grandes huecos difíciles de compensar. También quedan libres Juan José López, Comelles y Pedro Alexis González, por diferencias con el presidente Aragón Cabrera. Después de una mala campaña Di Stefano es reemplazado por Vladislao Cap, pero este fallece en plena campaña.
La situación económica se vuelve insostenible y el club acumula deudas con el plantel que inicia una huelga durante varias fechas. River afronta gran parte del campeonato con juveniles, y realiza una muy mala campaña en la que finalizó en el penúltimo lugar. Ubaldo Fillol es transferido y el conflicto con el plantel resuelto, pero queda un equipo muy debilitado y casi sin ninguna de las grandes figuras de la década anterior. En contrapartida se consiguió después de largas negociaciones el pase de Enzo Francescoli, desde Wanderers de Uruguay.

### La conquista de América y del mundo
Tras perder el Torneo Nacional 1984 ante Ferro Carril Oeste, River contrató a Héctor «Bambino» Veira, quien asumió para el segundo semestre del año. River ganó la liga 1985-86 y lo logró (seis fechas antes de su finalización) en el superclásico ganando por 2:0 en «La Bombonera» con el balón de color naranja. Ambos goles fueron del «Beto» Alonso (el primero de cabeza y el segundo de tiro libre con un desvío en la mano alzada de Roberto Passucci). 

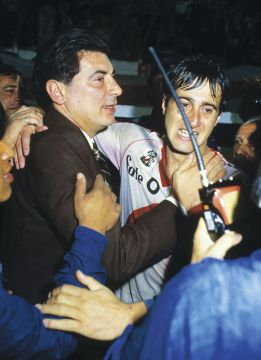
Abrazo entre Norberto Alonso y el presidente Hugo Santilli tras ganar la primera Copa Libertadores del club en 1986

Luego del título disputó la primera fase de la Copa Libertadores 1986, venciendo a Boca y Peñarol. En el grupo semifinal enfrentó a Argentinos Juniors (campeón defensor) y el Barcelona de Guayaquil. El último rival era el América de Cali de Colombia (subcampeón en la edición anterior). El 22 de octubre River ganó la primera final por 2:1, con goles de Alonso y Funes, siendo el primer equipo extranjero en salir victorioso del Estadio Pascual Guerrero en siete años. Una semana después, y nuevamente con un gol de Funes, River venció por 1:0. De esta manera se consagró «Campeón de América» por primera vez en su historia, cumpliendo su deseo y dando revancha a las finales de 1966 y 1976.
Tras unos meses de haber logrado el gran objetivo del año, el 14 de diciembre de 1986 disputó la Copa Intercontinental en el Estadio Olímpico de Tokio (Japón) frente al Steaua Bucarest de Rumania y fue victoria por 1:0 con gol del uruguayo Alzamendi logrando así también ser por primera vez «campeón del mundo» y siendo el primer club argentino en ser campeón del torneo, Copa Libertadores e Intercontinental en la misma temporada. Para cerrar el ciclo histórico de títulos y bajo la conducción de Carlos Timoteo Griguol, River logró la Copa Interamericana 1987 ante la Liga Deportiva Alajuelense de Costa Rica.
Para el año siguiente se contrató a César Luis Menotti como director técnico y se incorporó a Comizzo, Palma, Borghi, Balbo, el uruguayo Jorge da Silva, Carlos Enrique y Passarella. River conformaría un equipo que no supo rendir y terminó en el 4.º puesto en el torneo. Tras los malos resultados en la temporada 1988-89, el club decidió nombrar al «Beto» Alonso en la posición de mánager de fútbol y «Mostaza» Merlo asumió la dirección técnica. Rápidamente se vieron los resultados, River se adjudicó una prolongada liguilla clasificatoria a la libertadores y alcanzó el segundo puesto al terminar la primera ronda del campeonato 1989-90.
Con la derrota de la lista oficialista de Osvaldo Di Carlo y la asunción de Alfredo Davicce a la presidencia del club, Merlo y Alonso decidieron renunciar a sus cargos. El cargo de director técnico fue ocupado por el recientemente retirado Daniel Passarella, quien con la base del equipo anterior obtuvo un nuevo campeonato, y alcanzó las semifinales de la Copa Libertadores 1990. Tras pelear el torneo ante el C. A. Newell's Old Boys de Marcelo Bielsa, River cayó en la última fecha en el Monumental ante Vélez, el día del retiro de Fillol, quien se despidió con una actuación soberbia impidiendo una nueva consagración millonaria.
A finales de 1991 River celebró la obtención del Apertura 1991 con Ramón A. Díaz —quien había vuelto al club para disputar ese torneo— como goleador. En el inicio del torneo River logró nueve victorias consecutivas, creando un récord para el fútbol argentino. Se consagró amplia ventaja y unas fechas antes del final. El goleador fue Ramón A. Díaz con 14 tantos. En el plano internacional, Cruzeiro volvió a vencer a River en otra final, esta vez por la Supercopa 1991.
Tras un año sin títulos, comenzó 1993 con la baja de Ramón A. Díaz que partió a Japón. Aun así, River nuevamente logró ser campeón del Apertura 1993 con varios jugadores provenientes de sus divisiones inferiores como «el Burrito» Ortega, Crespo y «el Muñeco» Gallardo.
En 1994 regresó Enzo Francescoli, quien volvía al club con el deseo de poder lograr ser campeón de América. Además, se adquirió a Roberto Ayala y Germán Burgos. Bajo la dirección técnica de Américo Rubén Gallego, River ganó el Apertura 1994 de manera invicta —la única vez en su historial—. Además de ser invicto, el condimento especial del título fue que se consagró campeón al derrotar a Boca en «La Bombonera» por 3:0. Luego del campeonato, Gallego abandonó el club para sumarse al cuerpo técnico de Passarella en la Selección de fútbol de Argentina.
En 1995 renunció Carlos Babington tras los malos resultados y lo reemplazó fue Ramón Díaz, quien iniciaba sus primeros pasos siendo DT. Su primer torneo fue bastante irregular finalizando séptimo en el Apertura 1995.

### Una nueva época dorada
El primer título de Díaz al mando del equipo fue ni más ni menos que la Copa Libertadores 1996. Derrotó en la final al América de Cali (mismo rival de 1986). La ida fue victoria para los colombianos por 1:0 y en la revancha dos goles de Hernán Crespo llevaron a River a consagrarse campeón de América y a Enzo Francescoli cumplió su sueño de ser campeón internacional con el club. Luego de la conquista continental el equipo ganó de punta a punta el Torneo Apertura 1996, y disputó la Copa Intercontinental 1996 frente a la Juventus. River llegó a Japón alentado por su buen desempeñó en el plano local, pero perdió frente al club turinés por 0:1. Muchos años después un informe reveló sospechas sobre un posible dopaje del equipo italiano.
La racha de títulos siguió al semestre siguiente donde ganó el Clausura 1997 pese a haber sufrido un duro golpe tras no poder revalidad el título continental en la Copa Libertadores 1997 tras ser eliminado por Racing Club en octavos de final. Seis meses después volvió a repetir el título nacional ganando el Torneo Apertura 1997 —logrando el cuarto tricampeonato en su historia—. Una semana después del tricampeonato, River gana la Supercopa 1997 al São Paulo F. C. —siendo esa la última edición— y se convirtió en el primer equipo argentino en ganar un título nacional e internacional en el mismo semestre. Finalizando el histórico año en la última fecha del campeonato, River despediría a Francescoli —capitán y máximo referente de esos años— quien se retiró del fútbol profesional.
El equipo finalizó séptimo en el Clausura 1998 y, luego del receso por la Copa Mundial de la FIFA 1998, alcanzó la semifinal de la Copa Libertadores 1998 siendo eliminado por Vasco Da Gama por un global de 1:2. Tampoco pudo coronar en el Apertura, torneo en el que quedó decimoquinto. En mayo, la IFFHS lo posiciona en el primer lugar del ranking mundial de clubes, siendo el primer equipo argentino en lograr esa distinción. Además, volvió a aparecer nuevamente en el ranking anual quedando en la quinta posición.
Un nuevo año comenzaba bajo la conducción de Ramón A. Díaz, ya con nuevas figuras jóvenes como Pablo Aimar, Javier Saviola y Diego Placente ganó de manera contundente Apertura 1999 destacando en ese torneo haber derrotado a Boca por 2:0 con goles de Aimar y Ángel en el último superclasico del siglo.
A finales de 1999 River Plate finalizó el siglo XX como el equipo argentino con más títulos obtenidos y fue reconocido por la FIFA como el noveno mejor mejor club del siglo XX. Diversas publicaciones deportivas proclamaron a River como el «campeón del siglo» en Argentina y se organizó un evento para festejar todos los títulos obtenidos hasta ese momento, donde jugaron un partido el equipo de primera contra un combinado con glorias de todos los tiempos.

### Títulos locales
A principios de 2000 Ramón Díaz mantenía una tirante relación con los dirigentes a pesar del reciente título y renunció tras una derrota en el torneo de verano, ante los juveniles de Boca Juniors. Américo Gallego asumió el cargo en lo que sería su retorno al club luego de seis años —campeón invicto en 1994—. River fue eliminado por Boca en la Copa Libertadores 2000. A pesar de la dura derrota, fue bicampeón (A/1999 y C/2000).
A pesar de los títulos obtenidos, a principios de 2001 gran parte de la dirigencia quería despedir al entrenador. Tras un conflicto de intereses y haber sido confirmada su continuidad varios dirigentes importantes presentaron su renuncia. Sin embargo, en junio de 2001 fue el propio Gallego quien decidió dar un paso al costado después de quedar eliminado en cuartos de final de la Copa Libertadores 2001 frente a Cruz Azul de México y estar lejos en la pelea por la liga C/2001. —aunque luego terminó subcampeón a 6 puntos—. Alfredo Davicce declaró que Ramón Díaz era la mejor opción para suceder a Gallego y finalmente —tras presiones de la comisión directiva y el pedido popular de los hinchas— a mediados de 2001 se produce el regreso del histórico entrenador. que en su nueva etapa peleó la liga A/2001 pero quedó a 1 punto abajo de Racing Club.
El 25 de mayo River cumplió 100 años de existencia con una marcha desde el obelisco hasta el Estadio Monumental, —llamada «Caravana Monumental»—, y un amistoso ante Peñarol. Este sería un año sin títulos para River aunque en términos económicos fue positivo ya que se produjeron las transferencias de Pablo Aimar al Valencia y de Javier Saviola al Barcelona en sumas millonarias para la época.
El segundo semestre de 2001 el equipo hizo una performance excelente, coronándose campeón de la liga C/2002 con 43 puntos y el «Pelado» Díaz obtuvo su séptimo título como técnico de River y se convirtió en el segundo técnico más ganador con 7 títulos —1 menos que José María Minella—. Sin embargo el presidente José María Aguilar no le ofreció al entrenador una renovación de contrato alegando que el club precisaba de buscar otros rumbos y el entrenador fue despedido.
El nuevo entrenador Manuel Pellegrini (campeón de la liga C/2001 con San Lorenzo de Almagro) ganó la liga C/2003 y jugó la final de la Copa Sudamericana 2003 vs. el Cienciano de Perú perdiendo por 3:4 en el global (3:3 de local y 0:1 de visitante). Finalmente Pellegrini renunció. Para la temporada 2004-05, lo sustituyó Leonardo «el Negro» Astrada (capitán y multicampeón en los años noventa) en su debut como entrenador. Ganó la liga C/2004 y alcanzó las semifinales de la Copa Libertadores 2004 y su rival fue ni más ni menos que Boca Juniors lo cual era una nueva edición del «superclásico». El global fue 2:2 tras perder 0:1 de visitante y ganar 2:1 en el Estadio Monumental pero fue eliminado en la definición por penales.

### Debacle institucional
El comienzo de la decadencia surge en 2005 cuando llegó una vez más a semifinales de la Copa Libertadores, donde sería eliminado esta vez por São Paulo, quien sería el campeón del torneo. Astrada presentó la dimisión debido a una supuesta interna del plantel provocada luego de una pelea entre Eduardo Tuzzio y Horacio Ameli. Su reemplazo fue Reinaldo Merlo, vieja gloria del club, quien no duró mucho en el cargo y renunció por problemas con el plantel en enero de 2006 en medio de un escándalo mediático entre el capitán Marcelo Gallardo y el director técnico. Se hace cargo entonces de la dirección técnica Daniel Passarella.
Los años posteriores fueron de frustraciones a nivel local e internacional, algunas de las alegrías fueron la victoria en el superclásico de la liga A/2006, la cual fue victoria millonaria por 3:1 con dos goles de Gonzalo Higuaín y uno de Ernesto Farías, triunfo que a la larga impediría a su clásico rival obtener el tricampeonato. 2007 fue otro de los peores años para el club. Fue eliminado en primera fase de la Copa Libertadores tras 14 años —la última vez en la edición de 1993—, y en el Torneo Apertura terminó en un penoso 14° puesto. La crisis y la frustración se profundizó aún más cuando sorpresivamente es eliminado en las semifinales de la Copa Sudamericana 2007 por el humilde Arsenal de Sarandí, al empatar los dos partidos sin goles y perder 4:2 por penales en el Monumental, motivando así la renuncia de Passarella. Previo a este último suceso River pudo vencer otra vez a Boca en el Estadio Monumental, esta vez por 2 a 0 con goles de Ariel Ortega y Radamel Falcao.
En 2008 el nuevo DT en asumir fue Diego Simeone, en su primer semestre recibió el duro golpe de ser eliminado en octavos de final de la Copa Libertadores 2008 por San Lorenzo tras empatar 2-2 en el Monumental con nueve jugadores tras dos expulsiones. El técnico de San Lorenzo era el ídolo millonario Ramón Díaz y en el plantel estaba D'Alessandro. A pesar del duro golpe, un mes después, se consagró campeón del Torneo Clausura una fecha antes de su finalización y con el juvenil Diego Buonanotte como goleador del equipo con 9 tantos. Increíblemente luego de ser campeón terminaría último en el torneo siguiente, logrando su peor posición en torneos en toda la historia, quedando en el puesto 20.º.

#### Descenso
En los años posteriores la irregularidad fue constante —pese a contar en el plantel con jugadores históricos como Almeyda, Gallardo y Ortega—, pasaron técnicos con pasados exitosos en el club como Néstor Gorosito, quien fue despedido durante la liga A/2009. y fue sucedido por Leonardo Astrada, el club no repuntó en ese torneo y renunció al año siguiente pocas fechas antes de finalizar el Clausura 2010.
En ese lapso de crisis futbolística, precisamente 5 de diciembre de 2009, hubo elecciones para elegir a un nuevo presidente de la institución. Daniel Passarella fue el ganador, superando por seis votos al candidato Rodolfo D'Onofrio. Se dio fin al mandato de ocho años bajo la administración de José María Aguilar.
Tras la renuncia de Astrada asumió el cargo Ángel Cappa. Luego de la llegada del nuevo entrenador, River volvió a la victoria en las últimas fechas de la liga C/2010 de ese año aunque a fines del siguiente torneo Passarella lo desvinculó del equipo debido a los malos resultados, sumando así otro ciclo negativo en términos futbolísticos mientras institucionalmente el club se encontraba en crisis debido a la mala gestión anterior. El nuevo DT fue Juan José López y junto con él, llegaron algunos buenos resultados que daban pie a la esperanza de que la mala racha por la que atravesaba el equipo, se obtuvieron 13 de 18 puntos, con victorias como ante Boca en el superclásico.
Pese a las mejoras, el riesgo del descenso no dejó de acompañar al equipo en los últimos campeonatos; si bien en el liga A/2010 terminó en el 4.º lugar, en el Clausura 2011 la desventura se hizo realidad tras acabar 9° y quedando en el decimoséptimo lugar de la tabla de promedios. Esto le obligó a jugar la promoción ante Belgrano, en partidos de ida y vuelta. El primero de ellos con resultado favorable para Belgrano por 2:0. El 26 de junio se jugó la vuelta en el «Monumental», donde apenas se obtuvo un empate 1:1, con lo que el histórico equipo argentino terminó descendiendo a la Primera B Nacional por primera vez en su historia. La noticia causó una fuerte conmoción en los medios deportivos de todo el mundo.

### La redención
Rápidamente la dirección técnica fue asumida por el excapitán y referente Matías Almeyda y con él se produjeron los regresos de dos jugadores de experiencia y que supieron ser campeones en el club como Fernando Cavenaghi y Alejandro Domínguez. También se produjo el regreso de Cristian Ledesma para ayudarlo a volver a la Primera División. La primera mitad del campeonato dejó al club en segundo puesto a pocos puntos del líder Instituto de Córdoba. 
Para el año 2012 River anunció la contratación el excampeón del mundo David Trezeguet después de rescindir su contrato con el Baniyas de Dubái. cuya contratación fue de gran repercusión mediático y también el regreso de Leonardo Ponzio —campeón con el club en 2008—.
River tuvo que esperar hasta la última fecha para poder consumar el ascenso en un año que lo tuvo peleando el campeonato y donde en el último partido pudo conseguir el primer puesto. Fue 2-0 contra Almirante Brown con dos goles de Trezeguet.
Tras la vuelta a primera se debían resolver la continuidad Cavenaghi y Dominguez, finalmente el técnico decidió que no continuaran en el club en medio de muchas polémicas respecto a las internas del plantel.
Los nuevos pilares del equipo pasaron a ser Trezeguet y Ponzio. Llegaron para reforzar al equipo jugadores de experiencia y excampeones en el fútbol argentino como Marcelo Barovero, Gabriel Mercado y Jonathan Bottinelli. y también se sumaron Ariel Rojas, Rodrigo Mora y Carlos Luna.
El desempeño en el Torneo Inicial 2012 no fue óptimo, finalizó Octavo y a dos fechas antes de terminar el campeonato el presidente decidió despedir a Matías Almeyda. Tras fuertes rumores de su contratación, finalmente se decidió concretar la tan anhelada vuelta de Ramón Díaz —quien hasta esos años era el entrenador más ganador del club—. En el Torneo Final 2013 el equipo tiene buen rendimiento de local, manteniéndose invicto en esta condición, lo que le permite pelear un campeonato en donde concluye en el segundo lugar a apenas tres del campeón Newell's Old Boys. La segunda mitad de 2013 significó el retorno a competencias internacionales, tras la clasificación a la Copa Sudamericana,
En el año 2014 River volvió a ser campeón del fútbol argentino tras 6 años. A la semana de la consagración, derrotó a San Lorenzo de Almagro por la Copa Campeonato.
Durante el torneo se dieron partidos muy destacables como la victoria en la Bombonera frente a Boca Juniors, luego de 10 años sin hacerlo, y la victoria frente a Racing Club por 3-2 con un penal atajado por Leandro Chichizola a Sebastián Saja en tiempo de descuento.
Luego de haber salido campeón dos veces en una semana, sorpresivamente Ramón Díaz presentaría la renuncia de su cargo como director técnico. Tras una larga búsqueda de directores técnicos, Marcelo Gallardo —histórico jugador del club, multicampeón nacional e internacional— fue el elegido por la dirigencia y por el mánager Enzo Francescoli para suceder al histórico entrenador.

### Dominio continental
El nuevo ciclo comenzó con éxito al consagrase campeón invicto de la Copa Sudamericana, venciendo en la final de vuelta por 2:0 a Atlético Nacional tras empatar previamente en Colombia 1:1. En el mismo torneo eliminó a Boca Juniors en la semifinal, con un global de 1:0 en una llave que quedó marcada por la histórica atajada en un penal de Marcelo Barovero a Emmanuel Gigliotti al inicio del encuentro. En ese mismo semestre fue subcampeón del torneo, dos puntos por debajo del campeón Racing Club. A finales de año Teofilo Gutiérrez fue elegido como Mejor Futbolista de América tras quince años sin que un jugador de River fuera galardonado con este logro.

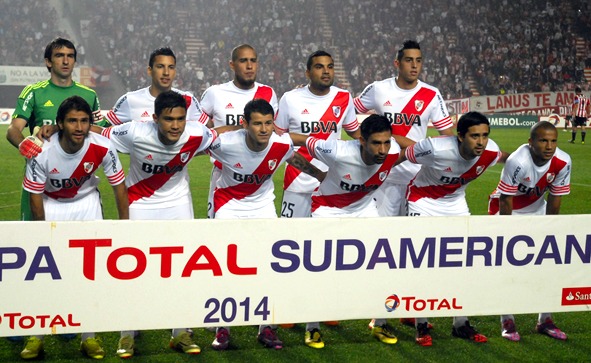
Una formación del equipo campeón en la Copa Sudamericana

El ciclo continuo de manera exitosa en 2015 consagrándose campeón de la Recopa 2015 y la obtención de la Copa Libertadores 2015 (3.er título) en Buenos Aires venciendo por 3-0 en la final de vuelta en el Estadio Monumental tras previamente empatar 0:0 en México. En esta edición volvió a eliminar a Boca, esta vez en octavos de final tras ganar 1:0 en el primer partido en el Estadio Monumental y luego en «La Bombonera» el partido fue suspendido debido a ataques de la hinchada boquense a jugadores de River.
En el receso del mismo año River presentó el regreso de tres históricos jugadores; Pablo Aimar, «Lucho» González y Javier Saviola. El 11 de agosto derrotó al Gamba Osaka por 3:0 en Japón para ganar la Copa Suruga Bank 2015. De este modo obtuvo la cuádruple corona, al ser campeón vigente de todas las competiciones de clubes organizadas por Conmebol, siendo el único equipo en haberlo logrado hasta esa fecha. 
En diciembre volvió a Japón, para disputar la Copa Mundial de Clubes de la FIFA 2015. Debutó en semifinales derrotando 1:0 a Sanfrecce Hiroshima, clasificando a la final contra el F. C. Barcelona la cual se disputó el 20 de diciembre y el equipo catalán se impuso por 0:3. Nuevamente, River tuvo al mejor futbolista del continente entre sus filas, esta vez fue elegido Carlos Sánchez quien también fue nominado al Balón de Oro de ese mismo año.
A principios de 2016 también se concretó otra de los regresos más eesperados por los hinchas; Andrés D'Alessandro confirmaba su regreso al club luego de 13 años En los siguientes años no repetir el título continental tras ser eliminado en octavos de final de la Copa Libertadores a manos de Independiente del Valle con un global de 1-2. pero logró al siguiente semestres ganar la Recopa 2016 tras vencer a Independiente Santa Fe —consagrándose bicampeón—. En la primera etapa de la Primera División 2016-17 quedó a 12 puntos del puntero Boca Juniors y en el primer semestre de 2017 tras una seguidilla de triunfos llegó a estar a segundo tras derrotarlo en el «Superclásico» por 3:1 en condición de visitante., sin embargó terminó siendo subcampeón. En la Copa Libertadores 2017 fue eliminado por el C. A. Lanús en semifinales y en esa misma semana fue derrotado por Boca en el Estadio «Monumental» por 1:2. En esos dos años, River conquistó la Copa Argentina 2015-16 y 2016-17 —siendo el primer bicampeón en la historia de la competición—.
Para el siguiente año, River se reforzó de cara a la Copa Libertadores 2018, y fichó al delantero Lucas Pratto por 13 millones de euros, concretando la compra más cara de su historia. En ese mismo mercado de pases se incorporaron Franco Armani, Juan Fernando Quintero y Bruno Zuculini. En el primer semestre del año, se consagró campeón de la Supercopa Argentina 2017 derrotando a Boca Juniors en una nueva edición del «Superclásico» en la que esta vez definía un título. Este título significó el octavo de Marcelo Gallardo, quien se convirtía en el segundo DT más ganador del club. Luego de la histórica consagración llegó a la final de la Copa Libertadores tras eliminar a tres de los mejores equipos del continente como Racing Club, —puntero de la liga—, Independiente —campeón vigente de la Copa Sudamericana— y Grêmio de Porto Alegre —campeón vigente de la Copa Libertadores—. En la final enfrentó a su clásico rival, Boca Juniors —bicampeón vigente de la liga—. Varios medios de todo el mundo se refieren al partido como la final, la Final, En la ida en la «La Bombonera» fue empate 2:2. El 2 de noviembre se debía disputar el partido de vuelta en el «Monumental» pero se suspendió luego de que el micro que transportaba al plantel de Boca fue atacado por hinchas riverplatenses en las inmediaciones del estadio. Tras esto, la Conmebol decidió que el partido se juegue el 9 de diciembre en el estadio Santiago Bernabéu. River venció por 3-1 a Boca logrando así su cuarta Copa Libertadores considerada un hecho en el fútbol. En la Copa Mundial de Clubes de la FIFA 2018 perdió en semifinales contra Al-Ain en los penales por 5-4 y terminó en el 3.º lugar tras ganarle 4:0 al Kashima Antlers de Japón. A finales de año fuero distinguidos Franco Armani como mejor arquero de la liga 2017-18 y, «Pity» Martínez como Mejor futbolista de América y Futbolista del año en Argentina.
Para el segundo semestre del 2019 finaliza la temporada de manera regular, en la liga en el 4.º puesto clasificando a la primera fase de la Copa Libertadores 2020 mientras que en la copa de la liga fue eliminado Atlético Tucumán. Se consagró campeón de la Recopa 2019 tras derrotar a Athletico Paranaense con un global de 3:1. Con esta consagración, Marcelo Gallardo se convirtió en el DT más ganador de la historia de River Plate con 10 títulos. River fue subcampeón de la Copa Libertadores 2019 perdiendo la final 1:2 con el C. R. Flamengo en el Estadio Monumental de Lima de Perú en lo que sería la primera final única en la historia de la competición. A pesar del duro golpe de perder la final, el club terminaría el año con alegría al conquistar la Copa Argentina venciendo en la final a Central Córdoba por 3:0. Empezó 2020 a dos puntos del puntero Argentinos Juniors y con la gran chance de pelear la liga 2019-20, fue puntero gran parte de la segunda etapa del campeonato aunque fue subcampeón tras quedar 1 punto abajo de Boca Juniors. Semanas después el futbol argentino interrumpió toda actividad por la pandemia de COVID-19.

### Renovación
Debido al contexto de la pandemia y aprovechando los meses por delante en los que el equipo jugó sin público los partidos de local, River Plate anunció históricas obras para remodelar el Estadio «Monumental». Se anunció que la primera etapa será modificar todo el suelo del campo de juego para convertirlo en un sistema híbrido de última generación y que se bajará la altura del campo de juego. También se eliminará por completo la pista de atlétismo y construirá un nuevo túnel para la salida de los equipos.
Tras reanudación del fútbol argentino post pandemia de COVID-19 se jugó la copa de la liga 2020 donde River finalizó segundo en el grupo A de la «fase campeón» quedando así sin chances de jugar la final. En la copa de la liga 2021, River terminó en la tercera posición del grupo A y se clasificó a la instancia de cuartos de final donde enfrentó a Boca y fue eliminado en instancia de penales por 4:2. Durante el transcurso de este torneo, River ganó la supercopa 2019 por 5:0 sobre Racing Club —campeón de la liga 2018-19— en una final que había sido postergada debido a la pandemia. También fue eliminado por Boca en octavos de final de Copa Argentina y en cuartos de final de la Copa Libertadores 2021 quedó eliminado frente a Atlético Mineiro por un global de 0:4. En 2021 también comenzó segunda etapa del proyecto que consiste en renovar las butacas del estadio, realizar las nuevas tribunas bajas y la creación de 75 nuevos palcos. Estas obras finalizadas transformarán al Estadio Monumental en el estadio más grande de Sudamérica.

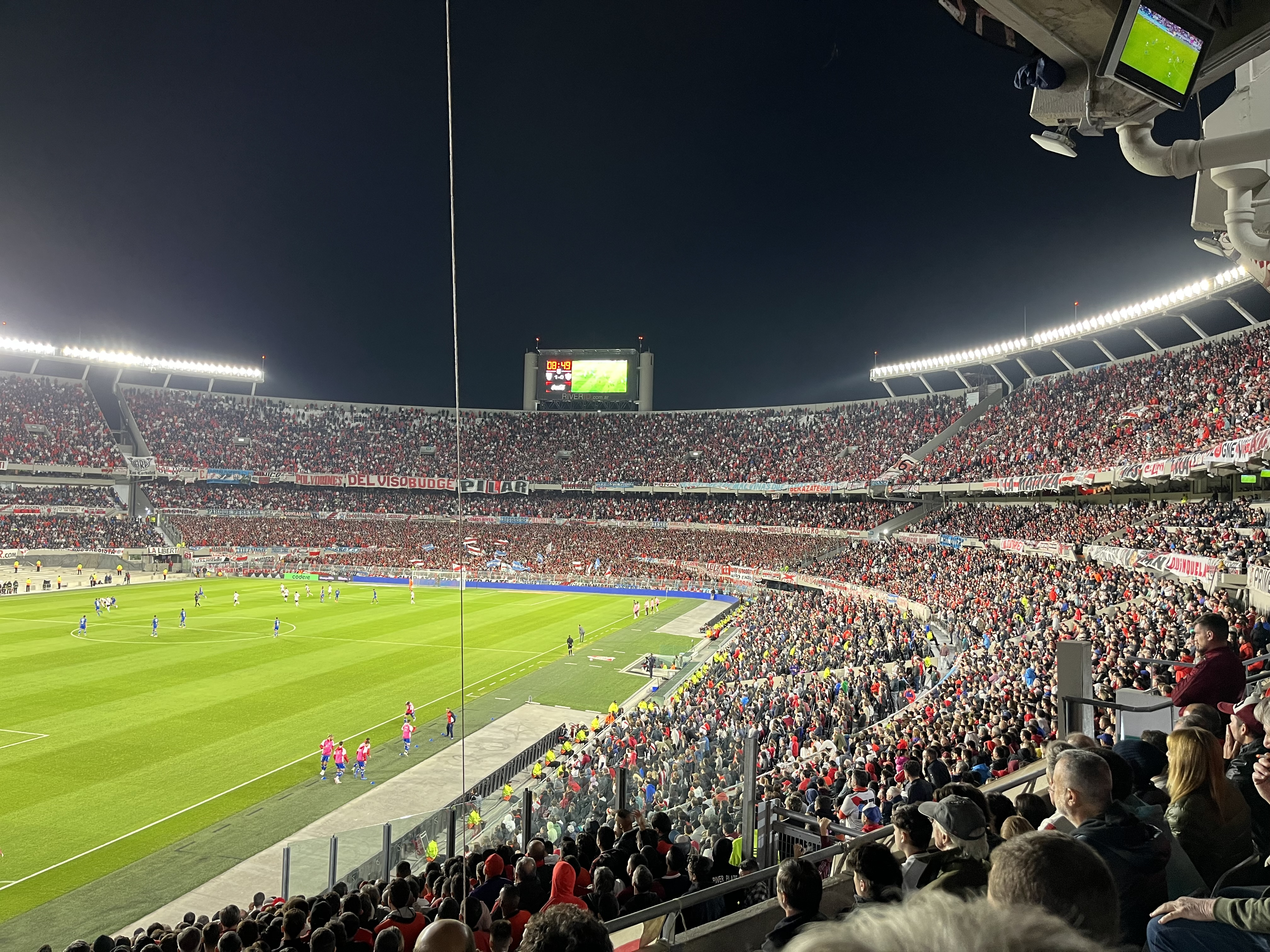
Partido de River en el renovado estadio con las nuevas tribunas laterales.

River se volvería a coronar campeón local luego de siete años tras ganar la liga 2021 con Julián Álvarez como gran figura teniendo un partido consagratorio en el superclásico frente a Boca Juniors marcándole dos goles en el Estadio Monumental y siendo goleador del torneo con 18 tantos. Posteriormente fue galardonado como Mejor futbolista de América. Meses después, se confirmó su millonaria venta al Manchester City de Inglaterra aunque se anunció que se quedará hasta julio de 2022 en condición de préstamo. River semanas después derrotó al C. A. Colón de Santa Fe —campeón de la copa de la liga— ganando la copa de campeones 2021- A fin de año el capitán del equipo y máximo ídolo de los últimos años Leonardo Ponzio —quien se convirtió en el jugador más ganador del club— y Germán Lux —segundo arquero más ganador del club— anunciaron su retiro del fútbol profesional. y Gallardo alcanzó a Ángel Labruna como el más ganador de la historia del club con 22 títulos sumando títulos como jugador y técnico en el club.
A pesar de los éxitos del año anterior, el siguiente fue un año de frustraciones para River donde no puedo conseguir títulos tras quedar afuera en cuartos de final de la copa de la liga 2022 a manos de Tigre por 1:2 en el Estadio Monumental y tampoco pudo repetir el campeonato de liga tras finalizar tercero en la liga 2022. También fue eliminado por Patronato en cuartos de final de la Copa Argentina
Para mediados de año se confirmó la millonaria venta de Enzo Fernández al Benfica de Portugal con la condición de quedarse hasta que finalice la participación de River en la Copa Libertadores aunque el equipo fue eliminado por Vélez en octavos de final. Hecho que profundizó la crisis futbolística donde por primera vez en 8 años el equipo cerraría una temporada sin haber ganado aunque sea 1 título. Este año marcó el fin del ciclo más exitoso de la historia del club cuando Marcelo Gallardo anunció su salida del club tras 8 años y medio al mando de River Plate. Su partido despedida fue en un partido amisto contra el Real Betis Balompié de España por 4:0 en Mendoza en un partido donde también se retiró Javier Pinola —considerado uno de los máximos referentes de los últimos años—.
El nuevo ciclo estuvo a cargo de Martín Demichelis —jugador nacido en el club y campeón en los años 2002 y 2003—. y en su primer semestre logró consagrarse campeón de la liga 2023 con un total de 61 puntos y habiendo ganado el superclásico del torneo en la fecha 15 con un penal de Miguel Borja en los últimos minutos. Durante el resto del año no tendría mucho éxito en las competiciones, primero quedaría fuera de la Copa Argentina en 32avos de final tras perder 1:0 con Talleres de Córdoba. En la Copa Libertadores quedaría eliminado en octavos de final por segundo año consecutivo. Tras haber ganado el duelo de ida por 2-1 con dos tantos de Pablo Solari, la vuelta acabó con la victoria del Inter de Porto Alegre por 2-1, resultado que llevó el partido a penales donde River perdería 9:8. En el segundo semestre del año disputó Copa de la Liga, llegó a semifinales y fue eliminado nuevamente en penales, esta vez contra Rosario Central por 2:0, donde erraría cuatro penales seguidos. Durante esta competición, River nuevamente ganó el «superclásico» en La Bombonera luego de 5 años por 2:0 con goles de Salomón Rondón y Enzo Díaz.
A finales de año fue campeón del Trofeo de Campeones tras vencer 2:0 a Rosario Central —campeón de la copa de la liga— con tantos de Facundo Colidio e Ignacio Fernández. Este título significó la despedida de Enzo Pérez y Jonatan Maidana—ambos considerados ídolos y referentes de la Era Gallardo—.
Ya en el siguiente año, River se consagró campeón de la Supercopa Argentina venciendo a Estudiantes de la Plata —campeón de la Copa Argentina 2023— por 2:1 con goles de Pablo Solari y Rodrigo Aliendro al último minuto del partido, el cual había comenzado perdiendo. A pesar de la victoria, el equipo tenía un desempeño irregular y golpes muy duros, como la derrota 3:2 en los cuartos de final de la Copa de la Liga frente al clásico rival, Boca Juniors. En el siguiente mes, llegaría otro duro golpe para el equipo, donde se dio la histórica eliminación en la Copa Argentina frente a Temperley. A su vez, mantuvo un rendimiento acorde en la Copa Libertadores, quedando primero en su grupo, invicto y obteniendo el beneficio de definir los partidos eliminatorios en condición de local.
A pesar del buen rendimiento en la competición continental, llegaron nuevamente derrotas muy duras contra equipos de menor nivel en el inicio de la Liga Profesional frente a equipos como Deportivo Riestra o Godoy Cruz, que aún no había ganado en el torneo. Este último partido fue el detonante para tomar la decisión de finalizar el ciclo de Martín Demichelis luego de 1 y medio al mando del primer equipo. El técnico tuvo su despedida en el Estadio Monumental el 29 de julio de 2024 en la victoria 1:0 frente a Sarmiento de Junín.

## Símbolos del club

### Historia y evolución del escudo
El primer escudo adoptado en 1930 ha evolucionado en diferentes modelos y versiones hasta adoptar el actual, vigente desde 2022. El primer emblema de la institución era la sigla CARP, dentro de un círculo que le daba un aspecto mucho más heráldico. El color de dicha insignia varió del negro inicial al rojo de acuerdo a los años. Así, las características principales son:
- Las iniciales. En la parte circular se entrelazan las iniciales del club. Una «C» en referencia a Club, una «A» en referencia a Atlético, una «R» en referencia a River y una «P» en referencia a Plate, el nombre que acuñó el club en su fundación: Club Atlético River Plate.
- La banda transversal. El formato del escudo tiene un parecido con la camiseta, ya que el mismo cuenta con una banda roja que lo cruza, junto con las letras iniciales del club («C.A.R.P.») en negro y con el fondo blanco, todo en un diseño muy estilizado. Salió a la luz hacia fines de los 50, con una forma mucho menos estilizada que la actual y en ocasiones con la banda mucho más gruesa.[220]
- El bordeado. Actualmente se encuentra bordado en la camiseta, con tres colores (rojo, blanco y negro).

Cuando se creó la camiseta de la «banda roja» el escudo no se encontraba, pero de acuerdo a los diseños a lo largo de la historia del equipo "Millonario" fue apareciendo en el lado izquierdo. Su presencia varió a lo largo de la historia, de acuerdo con los diseños de cada época.
En las primeras camisetas, no había escudo y ni siquiera color, ya que la indumentaria era totalmente blanca. Para distinguirse de los demás equipos, cruzaron retazos de tela roja sobrantes de una comparsa llamada “Los habitantes del infierno” creando así una de las camisetas más características y emblemáticas de todos los tiempos.
El primer emblema comenzó a aparecer en la década de 1930 con la sigla de la institución que era la sigla CARP, dentro de un círculo que le daba un aspecto mucho más heráldico. El color de dicha insignia varió del negro inicial al rojo de acuerdo a los años. Esto se mantuvo sin muchos cambios a lo largo de muchas temporadas, hasta que hacia fines de los años cincuenta tuvo un cambio radical de aspecto, modificando el escudo sumándole una estructura que contuviera a las iniciales clásicas, fue así que nació el escudo tal como lo conocemos en la actualidad.

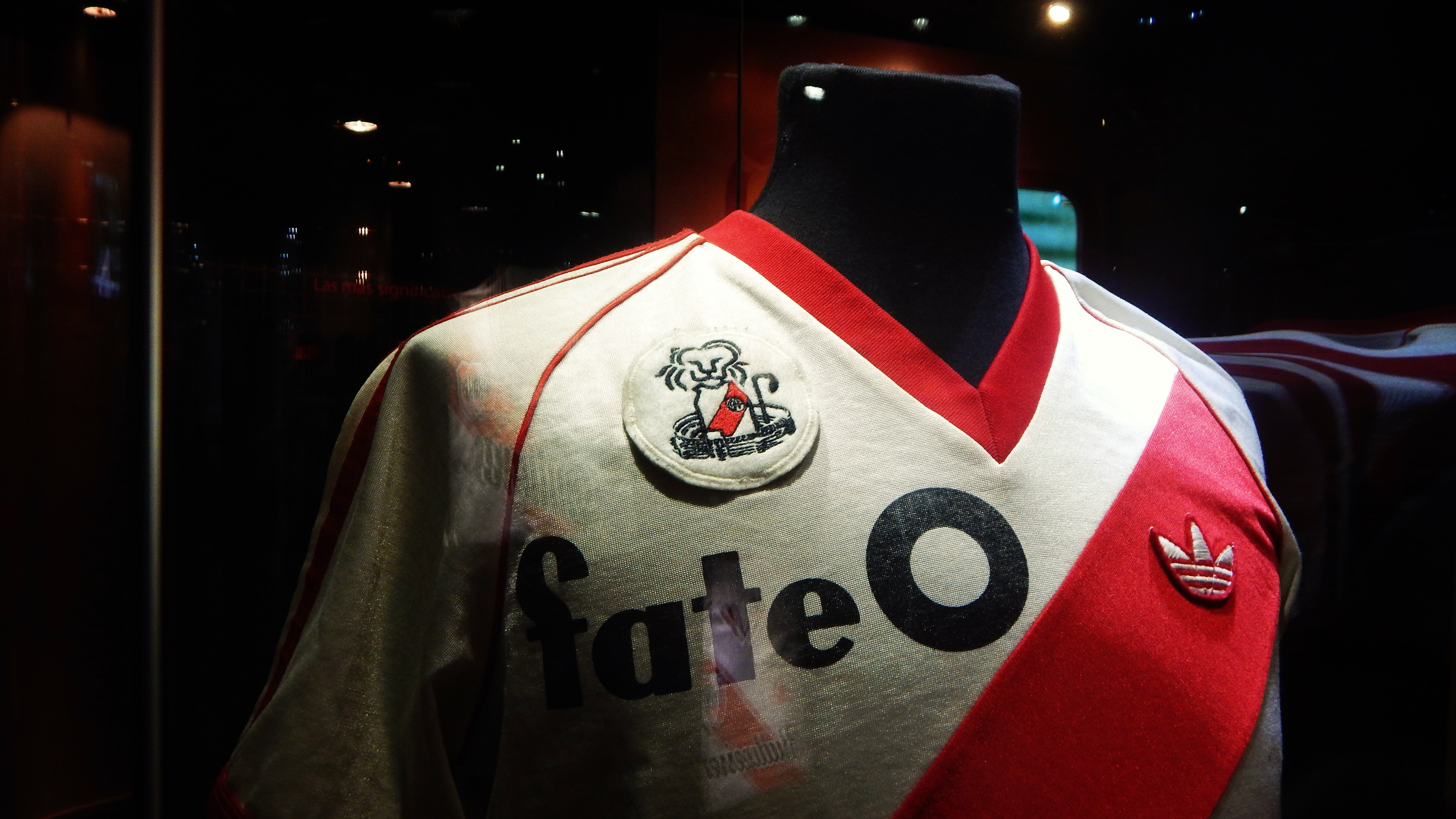
Camiseta con el "leoncito" de Caloi utilizada por Américo Gallego en 1985.

Así se mantuvo durante décadas hasta que Hugo Santilli decidió modificar todo por completo debido a que la institución venía de épocas bastante adversas en lo que a campeonatos se refiere. El escudo del club ha cambiado en varias ocasiones por cuestiones de estilo o para modernizar su imagen. Por decisión del entonces presidente de la institución, el escudo convivió con el logo de un león dentro del Monumental (llamado «León de River» o simplemente «Leoncito»), dándole al escudo un aspecto más agresivo y “ganador”. Este emblema fue diseñado por el famoso dibujante de historietas argentino Carlos Loiseau (Caloi), entre los años 1985 y 1989.
Finalizado el mandato de Santilli, el club decidió volver al escudo tradicional, tuvo algunos retoques pero mantuvo su esencia. Solamente hubo un emblema distinto, pero fruto de un error de la marca de las tres tiras que proveía los uniformes: la banda roja continua a través de la sigla “CARP” en la indumentaria de la temporada 1993/94.
En la actualidad el escudo de River sigue siendo el mismo de principios de la década de 1990, pero aggiornado a la época, con líneas más estilizadas y un aspecto mucho más moderno.
|           |
| 1928-1931 |

|           |
| 1931-1933 |

|           |
| 1933-1941 |

|           |
| 1941-1947 |

|           |
| 1947-1969 |

|           |
| 1969-1993 |

|           |
| 1993-1998 |

|           |
| 1998-2006 |

|           |
| 2006-2022 |

|               |
| 2022-presente |

### Himno
El himno del club fue grabado en el 1918, antes de un Superclásico, por Arturo Antelo, uno de los fundadores de River, con la melodía de la canción irlandesa It's a Long Way to Tipperary, se entonaba.
| Himno |
| |
| «Elevemos toda el alma en la humilde canción, renovando con cariño la ingenua emoción. Y con lazos triunfaremos trataremos de unir, el glorioso pasado y el brillante porvenir. River Plate, tu grato nombre, derrotado o vencedor, siempre, cual un solo hombre, nos tendrá a su alrededor. River Plate, tu grato nombre, derrotado o vencedor. ¡Mientras viva tu bandera la izaremos con honor! River Plate, en ese nombre, de tan dulce vibración, hay un eco que estremece y agiganta el corazón. River Plate, en ese nombre, de tan dulce vibración. ¡Mientras viva tu banderala izaremos con honor! River Plate, tu grato nombre, clamaremos con amor. Nuestra sangre está cruzada en tu blanco pabellón. River Plate, tu grato nombre, clamaremos con amor. ¡Mientras viva tu bandera, la izaremos con honor! |
| |

### Lema y filosofía
El actual lema del club es «Vivir y jugar con Grandeza», el cual comenzó a utilizarse en 2021 buscando una renovación de identificación y de representar la filosofía del club.

«Grandeza para honrar nuestra filosofía de juego en cualquier campo, ser humildes en las victorias y sobreponernos a las derrotas, reconocer los errores y aprender de ellos, honrar a nuestros ídolos y formar a nuestros jóvenes, promover valores dentro y fuera de la cancha, ver en los rivales adversarios y no enemigos, anteponer las formas a los resultados, priorizar lo colectivo por sobre lo individual, comprometernos con la sociedad y trabajar en pos de la igualdad. Ser un club, una escuela y una familia.

Ser de River es vivir y jugar con Grandeza.»

Durante gran parte de su historia el eslogan del club fue «El Más Grande, lejos», el más conocido y utilizado por el club durante dos décadas. Fue una idea propuesta por el presidente Alfredo Davicce (1989-1997).

## Indumentaria
El primer diseño de indumentaria fue una camisa blanca, con botones negros. Al comienzo la camiseta de la escuadra riverplatense era blanca, hasta que la banda roja fue cruzada por primera vez a finales de 1905, cuando Catalina Salvarezza, una simple mujer del barrio y madre de Luis y Enrique Salvarezza, le cosiera la misma de manera diagonal. La leyenda cuenta que en una noche de carnaval, de una vieja carroza llamada Los habitantes del Infierno, donde se encontraban festejando los jugadores y dirigentes del equipo de aquel entonces, colgaba desprolijamente una cinta roja de seda. Un grupo de ellos, decidieron entonces robarla como una de sus tantas travesuras. Sin embargo, este inocente acto tenía un motivo: colocarle un detalle de color a la camisa blanca que hasta ese momento identificaba al equipo. La cruzaron diagonalmente, sujetada con alfileres, y así nació la conocida camiseta de River Plate.
Otra versión, sin embargo, considera que estos colores fueron tomados del signo de San Jorge, que incluye una cruz roja sobre fondo blanco. Esta cruz es el emblema de Génova, por lo que el rojo y blanco habrían sido adoptados debido a que la mayoría de los miembros originales del club eran de origen genovés. Además, no es un hecho menor que el barrio de La Boca fuera por ese entonces un barrio mayoritariamente habitado por inmigrantes genoveses y descendientes de estos. La primera vez que se utilizó la banda roja fue en 1905, pero como alternativa a la titular, en un encuentro de Tercera División.
Sólo en tres ocasiones la banda del millonario incluyó algún diseño dentro de ella. La primera fue en el año 1996, en donde la camiseta se compuso de escudos en miniatura de color gris, la segunda fue en 2013, donde la banda llevó un sublimado especial con un diseño en relieve del Monumental, cercano al escudo del club, y la tercera fue en 2018, donde incorporó unas finas líneas sobre la tradicional banda roja, emulando las históricas cintas rojas y blancas que descienden desde las tribunas del Estadio Monumental en los recibimientos. El diseño homenajeó a la hinchada de River responsables de grandes preparaciones cuando el club juega como local.
También en otras tres oportunidades la banda sufrió alguna alteración con base en su estructura (sin contar modificaciones respecto a su tamaño y anchura, como en 2021). La primera de ellas fue en 2016, que incluyó un efecto degradé en varias tonalidades de rojo. La segunda fue en 2019, donde el detalle fue un tramado especial que también generaba un efecto degradado pero compuesto por pixeles. En 2022, la banda fue intervenida para lucir varios tonos con gradientes. En 2013, la camiseta titular de River Plate con la banda roja fue elegida en una encuesta como la más linda del mundo por el medio estadounidense Bleacher Report.
Además, las camisetas incluyen los distintivos de las competiciones que se disputan. En torneos locales. la camiseta lleva en la manga derecha el logo de la Liga Profesional de Fútbol. Para competición sudamericana, porta en la manga derecha el logo de la Copa Libertadores de América y en la izquierda el emblema que le acredita como cuatro veces campeón de América.
| Primer uniforme | (Ver evolución) | Uniforme actual |

| Proveedor actual  | Patrocinador principal | Patrocinadores secundarios    |
| ----------------- | ---------------------- | ----------------------------- |
| Adidas (1982-act) | Betano (2025-act)      | Assist Card (2019-act) Mangas |
| Adidas (1982-act) | Betano (2025-act)      | DirecTV (2023-act) Espalda    |

## Infraestructura

### Estadio

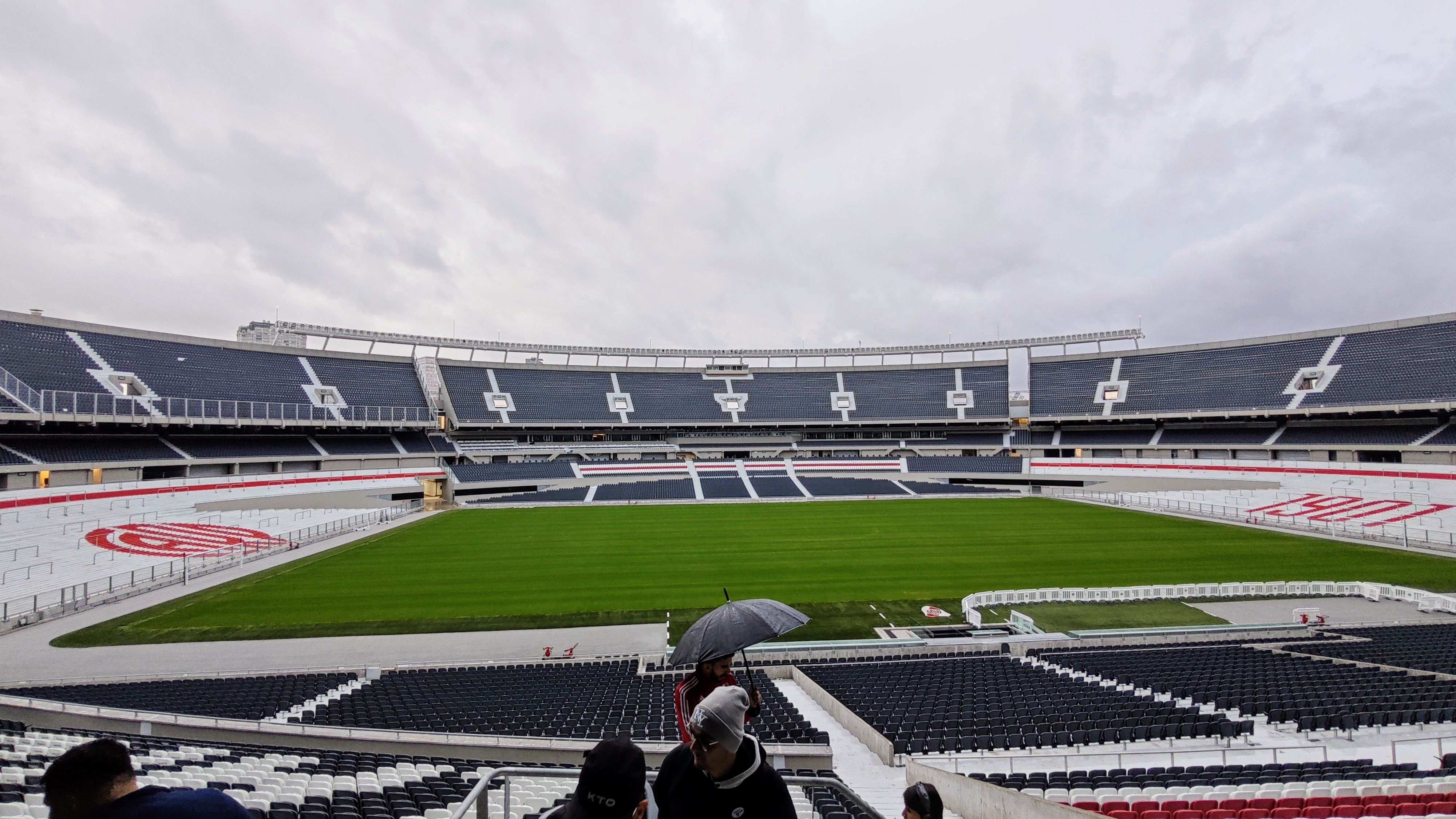
Panorámica del Estadio Monumental en 2024.

El Estadio «Monumental» (Mâs Monumental por cuestiones de patrocinio), fue inaugurado el 26 de mayo de 1938 en la Ciudad de Buenos Aires, más precisamente en el barrio de Núñez. En 1933, Antonio Vespucio Liberti asumió su primera presidencia dentro del club, y con ella la idea de mudar la localía. El 31 de octubre de 1934 se firmaron los boletos de compra de los terrenos de 83 950 metros cuadrados ubicados en el barrio de Núñez, con un precio de $ 569 403.El 27 de septiembre de 1936 bajo la dirección del estudio Aslan y Ezcurra Arquitectos, comenzaron las obras del estadio.
El día de la inauguración River celebró un partido amistoso con C. A. Peñarol de Uruguay (victoria por 3:1).
Se construyó la tribuna San Martín. Seguidamente la tribuna Belgrano y la tribuna Centenario. En 1958, se construyó la tribuna Almirante Brown (baja y media) gracias a la venta de Omar Sívori a Juventus F. C. En 1977 se completó el estadio con la tribuna alta. Además, se modificaron las bandejas inferiores en plateas. Todo para la Copa Mundial de la FIFA 1978. Desde 1986, el estadio lleva el nombre Antonio Vespucio Liberti.
En 2005 y con el fallecimiento de Sívori, el club puso su nombre a la tribuna Almirante Brown. Desde entonces, tribuna Sívori.
La capacidad actual del estadio es de 85 018 espectadores, luego de las remodelaciones realizadas en el año 2025. Cabe destacar que existen registros de que han asistido más de 80 000 personas en partidos de gran relevancia, tales como en el último encuentro del Campeonato Sudamericano 1959 entre Argentina y Brasil, y la final de la Copa Libertadores 1996 entre River y el América de Cali.

### Instalaciones deportivas
Las instalaciones del club cuentan con espacios para jugar al tenis, pádel, hockey, balonmano, etcétera. También se encuentran una pensión para jóvenes futbolistas, un teatro, una biblioteca, un moderno quincho, juegos para niños, piletas (cubierta climatizada y descubiertas) y un amplio estacionamiento. Además de los distintos gimnasios dónde se practican diferentes disciplinas, el club cuenta con un microestadio que es donde principalmente se desempeña el equipo profesional de baloncesto del club y el equipo de vóley.
Entre las instalaciones importantes del club se encuentra ubicado a metros del estadio el Museo River, el cual fue inaugurado en 2009 aunque el ingreso para el público en general se habilitó el 25 de noviembre. Es uno de los museos deportivos más grandes del mundo, con una superficie cubierta de 3500 metros cuadrados. El recinto fue concebido y desarrollado por un equipo multidisciplinario y cuenta con novedosos diseños, instalaciones originales, avanzadas técnicas escenográficas, recursos escénicos sonoros y audiovisuales. Entre las exposiciones que se exhiben se encuentran la historia del club desde sus comienzos, las distintas camisetas utilizadas a lo largo de los años, los trofeos y las campañas de los títulos obtenidos (tanto locales como internacionales) y homenajes a los jugadores más destacados.

### Anexos

#### River Camp
River Plate posee un centro de entrenamiento ubicado en el partido de Ezeiza del Gran Buenos Aires, el cual es utilizado habitualmente por el plantel de primera división, el equipo femenino y las divisiones inferiores. Este predio, denominado River Camp desde 2016, tiene una extensión de 14 hectáreas y cuenta con varias canchas con las mismas medidas del estadio Monumental, además de otros dos campos de juego más reducidos para entrenamientos específicos. Entre todas las comodidades que el equipo posee en el predio se destacan: un vestuario para hasta 50 jugadores, con sector de masajes y doble jacuzzi incluido, un vestuario para 20 integrantes del cuerpo técnico, departamentos de kinesiología, neurociencia, psicología y nutrición, un comedor interno para casi 100 personas y salas de reuniones.

#### Escuelas formativas[244]

##### Misión
Transmitir los valores del club, su filosofía y su identidad y que el alumno experimente en un ambiente de enseñanza-aprendizaje conceptos técnicos, tácticos, físicos y mentales de entrenamiento, siempre asociados a la metodología de trabajo del Club Atlético River Plate.

##### Visión
Armar una red de escuelas que lleven la marca y la filosofía de River a todo el mundo.
- Escuelas nacionales
  - Flores - Ciudad de Buenos Aires
  - La Plaza Fútbol - Ciudad de Buenos Aires
  - Clavelinas - Gran Buenos Aires
  - Pilar - Gran Buenos Aires
  - Lomas de Zamora - Gran Buenos Aires
  - Villa Maipú - Provincia de Buenos Aires
  - Tortuguitas - Provincia de Buenos Aires
  - Río Gallegos - Santa Cruz
  - San Luis - San Luis
  - Mendoza - Mendoza
  - Canchas San Pedro Apóstol - Córdoba
  - Neuquén - Neuquén

- Escuelas internacionales
  - Bogotá -  Colombia
  - Guayaquil -  Ecuador
  - Xiamen -  China
  - Indiana -  Estados Unidos
  - Jalisco -  México

## Datos del club
Para los detalles estadísticos del club véase Estadísticas del Club Atlético River Plate.
Para los detalles estadísticos del club véase Anexo:Historial del Club Atlético River Plate en competiciones nacionales.
Para los detalles estadísticos del club véase Anexo:Historial del Club Atlético River Plate en competiciones internacionales.
Para los detalles estadísticos del club véase Anexo:Partidos internacionales del Club Atlético River Plate.
- Puesto histórico: 1.º[245]
- Temporadas en Primera División: 117.[246]
  - Mejor puesto en Primera División: 1.º (38 veces).
  - Peor puesto en Primera División: 20.º (Ap. 2008).
- Temporadas en Segunda División: 4
- Temporadas en Tercera División: 1
- Mejor racha de partidos invicto: 32 partidos, desde el 28 de febrero de 2018 (Fase de grupos de Copa Libertadores) hasta el 7 de octubre de ese año (Cuartos de final de Copa Argentina).
- Mejor racha de victorias en un solo torneo regular: 9 partidos. (Apertura 1991).
- Mejor racha de victorias en la Copa Argentina: 16 partidos. 2016-2018.
- Mejor racha de partidos marcando goles: 96 (1936-1939) Récord mundial absoluto[247][248]
- Mayor número de goles marcados en una temporada: 105 (2018-19)
- Mayor número de goles marcados en un año calendario: 116 (1932)
- Mayor goleada a favor: 10-1 a Huracán (SR) (1974).[249]
- Mayor goleada en contra: 1-6 de Racing Club (1942).[250]
- Jugador con más partidos disputados: Reinaldo Merlo (563 partidos oficiales).
- Jugador con más goles: Ángel Labruna (317 goles en competiciones oficiales).
- Jugador con más goles anotados en un partido: Julián Álvarez (6 goles).[251]
- Jugador con más títulos: Leonardo Ponzio (17 títulos oficiales).
- Entrenador con más títulos: Marcelo Gallardo (14 títulos oficiales).
- Socios: 351 487[6]

| Participaciones de River Plate en Ligas de AFA | Participaciones de River Plate en Ligas de AFA | Participaciones de River Plate en Ligas de AFA | Participaciones de River Plate en Ligas de AFA |
| Temp.                                          | Torneo                                         | Posición                                       | Notas |
| Era Amateur                                    | Era Amateur                                    | Era Amateur                                    | Era Amateur |
| ---------------------------------------------- | ---------------------------------------------- | ---------------------------------------------- | --- |
| Campeonato de Tercera División                 |                                                |                                                | |
| 1905 (3ra)                                     | 1905 (3ra)                                     | 7° - Zona A                                    | Debut futbolístico de la institución. |
| Campeonato de Segunda División                 |                                                |                                                | |
| 1906 (2da)                                     | 1906 (2da)                                     | 6° - Zona B                                    | Incorporación a Segunda División. |
| 1907 (2da)                                     | 1907 (2da)                                     | Subcampeón                                     | |
| 1908 (2da)                                     | 1908 (2da)                                     | Campeón                                        | Ascenso a Primera División. |
| Campeonato de Primera División                 |                                                |                                                | |
| 1909                                           | 1909                                           | Subcampeón                                     | Debut en Primera División. |
| 1910                                           | 1910                                           | 7°                                             | |
| 1911                                           | 1911                                           | 5°                                             | |
| 1912 (AAF)                                     | 1912 (AAF)                                     | 6°                                             | |
| 1913 (AAF)                                     | 1913 (AAF)                                     | 2° - Zona A                                    | |
| 1914 (AAF)                                     | 1914 (AAF)                                     | 5°                                             | |
| 1915                                           | 1915                                           | 3°                                             | |
| 1916                                           | 1916                                           | 3°                                             | |
| 1917                                           | 1917                                           | Subcampeón                                     | |
| 1918                                           | 1918                                           | Subcampeón                                     | |
| 1919 (AAF)                                     | 1919 (AAF)                                     | 6°                                             | Torneo inconcluso y desafiliación de la AAF. |
| 1920 (AAmF)                                    | 1920 (AAmF)                                    | Campeón                                        | Incorporación a la AAmF, asociación disidente. Primer título de la historia del Club.                                                                                |
| 1921 (AAmF)                                    | 1921 (AAmF)                                    | Subcampeón                                     | |
| 1922 (AAmF)                                    | 1922 (AAmF)                                    | Subcampeón                                     | |
| 1923 (AAmF)                                    | 1923 (AAmF)                                    | 3°                                             | |
| 1924 (AAmF)                                    | 1924 (AAmF)                                    | 5°                                             | |
| 1925 (AAmF)                                    | 1925 (AAmF)                                    | 17°                                            | |
| 1926 (AAmF)                                    | 1926 (AAmF)                                    | 11°                                            | |
| 1927                                           | 1927                                           | 10°                                            | Fusión de la AAF y la AAmF. |
| 1928                                           | 1928                                           | 7°                                             | |
| 1929                                           | 1929                                           | Subcampeón                                     | |
| 1930                                           | 1930                                           | 3°                                             | |
| Era Profesional                                |                                                |                                                | |
| Campeonato de Primera División                 |                                                |                                                | |
| 1931 (LAF)                                     | 1931 (LAF)                                     | 4°                                             | Organizado por LAF, asociación disidente. Primer torneo profesional.                                                                                                 |
| 1932 (LAF)                                     | 1932 (LAF)                                     | Campeón                                        | Segundo título, primer título profesional. Decidido en un partido desempate vs Independiente.                                                                        |
| 1933 (LAF)                                     | 1933 (LAF)                                     | 4°                                             | |
| 1934 (LAF)                                     | 1934 (LAF)                                     | 4°                                             | |
| 1935                                           | 1935                                           | 5°                                             | Primer torneo organizado por AFA. |
| 1936                                           | Copa de Honor                                  | 6°                                             | |
| 1936                                           | Copa Campeonato                                | Campeón                                        | Tercer título. |
| 1936                                           | Copa de Oro                                    | Campeón                                        | Cuarto título. |
| 1937                                           | 1937                                           | Campeón                                        | Quinto título. Primer tricampeonato. |
| 1938                                           | 1938                                           | Subcampeón                                     | |
| 1939                                           | 1939                                           | Subcampeón                                     | |
| 1940                                           | 1940                                           | 3°                                             | |
| 1941                                           | 1941                                           | Campeón                                        | Sexto título. Primer equipo en obtener 10 títulos profesionales. |
| 1942                                           | 1942                                           | Campeón                                        | Séptimo título. Primer bicampeonato. |
| 1943                                           | 1943                                           | Subcampeón                                     | |
| 1944                                           | 1944                                           | Subcampeón                                     | |
| 1945                                           | 1945                                           | Campeón                                        | Octavo título. |
| 1946                                           | 1946                                           | 3°                                             | |
| 1947                                           | 1947                                           | Campeón                                        | Noveno título. |
| 1948                                           | 1948                                           | Subcampeón                                     | |
| 1949                                           | 1949                                           | Subcampeón                                     | |
| 1950                                           | 1950                                           | 4°                                             | |
| 1951                                           | 1951                                           | 3°                                             | |
| 1952                                           | 1952                                           | Campeón                                        | Décimo título |
| 1953                                           | 1953                                           | Campeón                                        | Undécimo título. Segundo bicampeonato. Primer equipo en obtener 10 títulos profesionales.                                                                            |
| 1954                                           | 1954                                           | 3°                                             | |
| 1955                                           | 1955                                           | Campeón                                        | Duodecimo título. |
| 1956                                           | 1956                                           | Campeón                                        | Decimotercer titulo |
| 1957                                           | 1957                                           | Campeón                                        | Decimocuarto título. Segundo tricampeonato. |
| 1958                                           | 1958                                           | 4°                                             | Quincuagésima temporada en Primera División. |
| 1959                                           | 1959                                           | 6°                                             | |
| 1960                                           | 1960                                           | Subcampeón                                     | |
| 1961                                           | 1961                                           | 3°                                             | |
| 1962                                           | 1962                                           | Subcampeón                                     | |
| 1963                                           | 1963                                           | Subcampeón                                     | |
| 1964                                           | 1964                                           | 3°                                             | |
| 1965                                           | 1965                                           | Subcampeón                                     | |
| 1966                                           | 1966                                           | Subcampeón                                     | |
| Torneos Metropolitano y Nacional               |                                                |                                                | |
| 1967                                           | Metropolitano                                  | 6° - Zona B                                    | |
| 1967                                           | Nacional                                       | 5°                                             | |
| 1968                                           | Metropolitano                                  | Semifinalista                                  | |
| 1968                                           | Nacional                                       | Subcampeón                                     | |
| 1969                                           | Metropolitano                                  | Subcampeón                                     | |
| 1969                                           | Nacional                                       | Subcampeón                                     | |
| 1970                                           | Metropolitano                                  | Subcampeón                                     | |
| 1970                                           | Nacional                                       | 3° - Zona A                                    | |
| 1971                                           | Metropolitano                                  | 6°                                             | |
| 1971                                           | Nacional                                       | 4° - Zona A                                    | |
| 1972                                           | Metropolitano                                  | 4°                                             | |
| 1972                                           | Nacional                                       | Subcampeón                                     | |
| 1973                                           | Metropolitano                                  | 5°                                             | |
| 1973                                           | Nacional                                       | Subcampeón                                     | |
| 1974                                           | Metropolitano                                  | 3° - Zona A                                    | |
| 1974                                           | Nacional                                       | 5° - Zona B                                    | |
| 1975                                           | Metropolitano                                  | Campeón                                        | Decimoquinto título. Fin de la sequía de 18 años. |
| 1975                                           | Nacional                                       | Campeón                                        | Decimosexto título. Tercer bicampeonato. Primer equipo en obtener 15 títulos profesionales.                                                                          |
| 1976                                           | Metropolitano                                  | 5° - Zona Campeonato                           | |
| 1976                                           | Nacional                                       | Subcampeón                                     | |
| 1977                                           | Metropolitano                                  | Campeón                                        | Decimoséptimo título. |
| 1977                                           | Nacional                                       | 3° - Zona C                                    | |
| 1978                                           | Metropolitano                                  | 6°                                             | |
| 1978                                           | Nacional                                       | Subcampeón                                     | |
| 1979                                           | Metropolitano                                  | Campeón                                        | Decimoctavo título. |
| 1979                                           | Nacional                                       | Campeón                                        | Decimonoveno título. |
| 1980                                           | Primera División                               | Campeón                                        | Vigésimo título. Tercer tricampeonato. |
| 1980                                           | Nacional                                       | Cuartofinalista                                | |
| 1981                                           | Primera División                               | 4°                                             | |
| 1981                                           | Nacional                                       | Campeón                                        | Vigesimoprimer título. Alcanza a Boca Juniors como máximo campeón de Primera División. Primer equipo en lograr 20 títulos de Primera División en la era profesional. |
| 1982                                           | Nacional                                       | 6° - Zona A                                    | |
| 1982                                           | Primera División                               | 10°                                            | |
| 1983                                           | Nacional                                       | Cuartofinalista                                | |
| 1983                                           | Primera División                               | 18°                                            | |
| 1984                                           | Nacional                                       | Subcampeón                                     | |
| 1984                                           | Primera División                               | 4°                                             | |
| 1985                                           | Nacional                                       | 3°                                             | |
| Campeonato de Primera División                 |                                                |                                                | |
| 1985-86                                        | 1985-86                                        | Campeón                                        | Vigesimosegundo título. El club se establece como máximo campeón de Primera División desde entonces.                                                                 |
| 1986-87                                        | 1986-87                                        | 10°                                            | |
| 1987-88                                        | 1987-88                                        | 4°                                             | |
| 1988-89                                        | 1988-89                                        | 4°                                             | |
| 1989-90                                        | 1989-90                                        | Campeón                                        | Vigesimotercer título. |
| 1990-91                                        | 1990-91                                        | 3°                                             | |
| Torneos Apertura y Clausura                    |                                                |                                                | |
| 1991-92                                        | Apertura                                       | Campeón                                        | Vigesimocuarto título. |
| 1991-92                                        | Clausura                                       | 5°                                             | |
| 1992-93                                        | Apertura                                       | Subcampeón                                     | |
| 1992-93                                        | Clausura                                       | 3°                                             | |
| 1993-94                                        | Apertura                                       | Campeón                                        | Vigesimoquinto título. |
| 1993-94                                        | Clausura                                       | 5°                                             | |
| 1994-95                                        | Apertura                                       | Campeón                                        | Vigesimosexto título. Campeón invicto. Primer equipo en obtener 25 títulos profesionales.                                                                            |
| 1994-95                                        | Clausura                                       | 10°                                            | |
| 1995-96                                        | Apertura                                       | 7°                                             | |
| 1995-96                                        | Clausura                                       | 14°                                            | |
| 1996-97                                        | Apertura                                       | Campeón                                        | Vigesimoséptimo título. |
| 1996-97                                        | Clausura                                       | Campeón                                        | Vigesimoctavo título. |
| 1997-98                                        | Apertura                                       | Campeón                                        | Vigesimonoveno título. Cuarto tricampeonato. |
| 1997-98                                        | Clausura                                       | 7°                                             | |
| 1998-99                                        | Apertura                                       | 15°                                            | |
| 1998-99                                        | Clausura                                       | Subcampeón                                     | |
| 1999-00                                        | Apertura                                       | Campeón                                        | Trigésimo título. Primer equipo en lograr 30 títulos de Primera División.                                                                                            |
| 1999-00                                        | Clausura                                       | Campeón                                        | Trigésimoprimer título. Cuarto bicampeonato. Primer y único equipo en lograr 30 títulos de Primera División en la era profesional.                                   |
| 2000-01                                        | Apertura                                       | Subcampeón                                     | |
| 2000-01                                        | Clausura                                       | Subcampeón                                     | |
| 2001-02                                        | Apertura                                       | Subcampeón                                     | |
| 2001-02                                        | Clausura                                       | Campeón                                        | Trigésimosegundo título. |
| 2002-03                                        | Apertura                                       | 3°                                             | |
| 2002-03                                        | Clausura                                       | Campeón                                        | Trigésimotercer título. |
| 2003-04                                        | Apertura                                       | 8°                                             | |
| 2003-04                                        | Clausura                                       | Campeón                                        | Trigésimocuarto título. |
| 2004-05                                        | Apertura                                       | 3°                                             | |
| 2004-05                                        | Clausura                                       | 10°                                            | |
| 2005-06                                        | Apertura                                       | 6°                                             | |
| 2005-06                                        | Clausura                                       | 3°                                             | |
| 2006-07                                        | Apertura                                       | 3°                                             | |
| 2006-07                                        | Clausura                                       | 4°                                             | |
| 2007-08                                        | Apertura                                       | 13°                                            | Centésima temporada en Primera División. |
| 2007-08                                        | Clausura                                       | Campeón                                        | Trigésimoquinto título. |
| 2008-09                                        | Apertura                                       | 20°                                            | Peor resultado histórico. |
| 2008-09                                        | Clausura                                       | 8°                                             | |
| 2009-10                                        | Apertura                                       | 14°                                            | |
| 2009-10                                        | Clausura                                       | 13°                                            | |
| 2010-11                                        | Apertura                                       | 4°                                             | |
| 2010-11                                        | Clausura                                       | 9°                                             | Descenso a Segunda División. |
| Campeonato de Primera B Nacional               |                                                |                                                | |
| 2011-12 (2da)                                  | 2011-12 (2da)                                  | Campeón                                        | Ascenso a Primera División. |
| Torneos Inicial y Final                        |                                                |                                                | |
| 2012-13                                        | Inicial                                        | 8°                                             | Vuelta a Primera. |
| 2012-13                                        | Final                                          | Subcampeón                                     | |
| 2013-14                                        | Inicial                                        | 17°                                            | |
| 2013-14                                        | Final                                          | Campeón                                        | Trigésimosexto título.Primer y único equipo en lograr 35 títulos de Primera División en la era profesional.                                                          |
| Campeonato de Primera División                 |                                                |                                                | |
| 2014                                           | 2014                                           | Subcampeón                                     | |
| 2015                                           | 2015                                           | 9°                                             | |
| 2016                                           | 2016                                           | 9° - Zona A                                    | |
| 2016-17                                        | 2016-17                                        | Subcampeón                                     | |
| 2017-18                                        | 2017-18                                        | 8°                                             | |
| 2018-19                                        | 2018-19                                        | 4°                                             | |
| 2019-20                                        | 2019-20                                        | Subcampeón                                     | |
| 2021                                           | 2021                                           | Campeón                                        | Trigésimoseptimo título. |
| 2022                                           | 2022                                           | 3°                                             | |
| 2023                                           | 2023                                           | Campeón                                        | Trigésimoctavo título. Trigésimoseptimo título profesional. |
| 2024                                           | 2024                                           | 5°                                             | |
| Torneos Apertura y Clausura                    |                                                |                                                | |
| 2025                                           | Apertura                                       | Cuartofinalista                                | |
| 2025                                           | Clausura                                       | Por disputarse                                 | |

## Jugadores
Durante sus más de 118 años de vida, la entidad tuvo entre sus filas a muchos de los mejores exponentes de la historia de este deporte, algunos considerados grandes exponentes de la historia del fútbol mundial. Han sido reconocidos tanto por su trayectoria en el club como también por sus grandes actuaciones en grandes clubes europeo a la hora de emigrar de la institución al Viejo Continente. Muchos futbolistas de River Plate, han logrado un amplio palmarés tanto a nivel nacional como a nivel internacional a nivel clubes y a nivel selección. El club ha sabido ser el que más jugadores aportó a la selección argentina, siendo el equipo que más aportó en el primer título de campeón del mundo de la selección en 1978.
Una de las características del club es que sus máximos ídolos han sido también surgidos de su propio semillero, como los casos de Ángel Labruna —máximo goleador del club— Amadeo Carrizo —jugador con más temporadas—, Norberto Alonso —campeón de América y del mundo en el club—, Ariel Ortega, Ramón Díaz —entrenador con más torneos locales en el club—, Leonardo Astrada —jugador con más torneos locales en el fútbol argentino— Marcelo Gallardo —entrenador más ganador del club—, Fernando Cavenaghi —décimo goleador histórico del club—, entre otros. Además de tener una cantera excepcional, también ha tenido entre sus filas a grandes jugadores, que si bien, no han surgido en el club, han dejado una huella imborrable en la historia de la institución. Algunos jugadores históricos del siglo XX fueron Bernabé Ferreyra, Enzo Francescoli —máximo goleador extranjero del club—, Marcelo Salas y Oscar Ruggeri. En una época más moderna donde el club ha tenido un ciclo exitoso liderado por el histórico jugador Marcelo Gallardo, ahora en su faceta como entrenador, se han destacado jugadores como Leonardo Ponzio —jugador más ganador del club—, Marcelo Barovero, Jonatan Maidana —bicampeón de América—, Lucas Alario, Pity Martínez —bicampeón de América—, Enzo Pérez, Gonzalo Montiel, Franco Armani —récord de imbatibilidad en el club—, Julián Álvarez —jugador con más goles en un partido oficial— entre otros.
Alfredo Di Stéfano, Daniel Passarella, Mario Alberto Kempes y Renato Cesarini con Amadeo Carrizo —como decanos— fueron incluidos por la IFHOC en el salón de la fama del fútbol siendo el club argentino con más representantes.
Seis jugadores que han jugado en el club aparecen entre los mejores cincuenta de Sudamérica en el siglo XX según IFFHS: Alfredo Di Stéfano, José Manuel Moreno, Adolfo Pedernera, Omar Sívori, Ángel Labruna y Daniel Passarella y dos han ganado el Balón de Oro, Alfredo Di Stéfano y Omar Sívori, la particularidad de estos jugadores, es que todos han sido surgidos en las inferiores del club. Además, siete jugadores han sido galardonados al premio de Futbolista del año en Sudamérica que los acredita como mejores jugadores del continente sudamericano: Enzo Francescoli en dos ocasiones, Antonio Alzamendi, Marcelo Salas, Javier Saviola, Teófilo Gutiérrez, Carlos Andrés Sánchez, Gonzalo Martínez y Julián Álvarez. También siete jugadores del club han sido galardonados como el Futbolista Argentino del Año: Daniel Passarella, Ubaldo Fillol, Enzo Francescoli (1985 y 1995), Ramón Medina Bello, Marcelo Salas, Javier Saviola, Gonzalo Martínez. Enzo Fernández, un jugador surgido de las divisiones inferiores del «millonario», fue elegido por la FIFA como Mejor Jugador Joven de la Copa Mundial de la FIFA 2022.
Merece ser destacada la generación de futbolistas del club conocida como «La Máquina» —Juan Carlos Muñoz, José Manuel Moreno, Adolfo Pedernera, Ángel Labruna y Félix Loustau—, aunque también fueron asiduos titulares en distintas etapas Aristóbulo Deambrossi, Carlos Peucelle, Alberto Gallo y Renato Cesarini. equipo que consiguió cuatro campeonatos nacionales, tres copas nacionales y tres Copa Aldao. Además de producirse en ese equipo los debuts de unos jóvenes Alfredo Di Stéfano y Amadeo Carrizo. Por su estilo de juego, «La Máquina» es muchas veces catalogada como pionera en la práctica del denominado fútbol total, y el antecesor sudamericano de las selecciones húngara de la década de 1950, y «La Naranja Mecánica» neerlandesa de los años setenta.
| Goleadores | Goleadores         | Goleadores | Presencias | Presencias       | Presencias   | Temporadas | Temporadas                                                         | Temporadas    |
| ---------- | ------------------ | ---------- | ---------- | ---------------- | ------------ | ---------- | ------------------------------------------------------------------ | ------------- |
| 1.         | Ángel Labruna      | 317 goles  | 1.         | Reinaldo Merlo   | 563 partidos | 1.         | Amadeo Carrizo                                                     | 23 temporadas |
| 2.         | Oscar Más          | 217 goles  | 2.         | Amadeo Carrizo   | 545 partidos | 2.         | Ángel Labruna                                                      | 20 temporadas |
| 3.         | Bernabé Ferreyra   | 202 goles  | 3.         | Ángel Labruna    | 533 partidos | 3.         | Reinaldo Merlo / Norberto Yácono / Félix Loustau / Leonardo Ponzio | 15 temporadas |
| 4.         | José Manuel Moreno | 179 goles  | 4.         | Juan José López  | 464 partidos | 4.         | Ricardo Vaghi / Leonardo Astrada                                   | 14 temporadas |
| 5.         | Norberto Alonso    | 158 goles  | 5.         | Leonardo Astrada | 454 partidos | 5.         | Jonatan Maidana                                                    | 13 temporadas |

Nota: En negrita los jugadores activos en el club. Temporadas contabilizadas con ficha del primer equipo.

### Mercado Invierno 2025
| Altas             | Altas         | Altas                 | Altas                  | Altas     |
| Jugador           | Posición      | Procedencia           | Tipo                   | Coste     |
| ----------------- | ------------- | --------------------- | ---------------------- | --------- |
| Lautaro Rivero    | Defensor      | Central Córdoba (SdE) | Interrupción de cesión | 0         |
| Sebastián Boselli | Defensor      | Estudiantes (LP)      | Interrupción de cesión | 0         |
| Juan Portillo     | Mediocampista | Talleres (C)          | Traspaso               | 5 500 000 |
| Matías Galarza    | Mediocampista | Talleres (C)          | Traspaso               | 5 500 000 |
| Juan Quintero     | Mediocampista | América de Cali       | Traspaso               | 2 500 000 |
| Maximiliano Salas | Delantero     | Racing Club           | Traspaso               | 9 200 000 |
| Alexander Woiski  | Delantero     | Mallorca              | Traspaso               | 0         |

| Bajas                  | Bajas         | Bajas                | Bajas                 | Bajas      |
| Jugador                | Posición      | Destino              | Tipo                  | Coste      |
| ---------------------- | ------------- | -------------------- | --------------------- | ---------- |
| Felipe Álvarez         | Defensor      | Racing Club          | Rescisión de contrato | 0          |
| Enzo Rubio             | Defensor      | Unión                | Rescisión de contrato | 0          |
| Leandro González Pírez | Defensor      | Estudiantes (LP)     | Rescisión de contrato | 0          |
| Jonás Luna             | Mediocampista | Montevideo Wanderers | Rescisión de contrato | 0          |
| Matías Rojas           | Mediocampista | Portland Timbers     | Rescisión de contrato | 0          |
| Rodrigo Aliendro       | Mediocampista | Vélez Sarsfield      | Rescisión de contrato | 0          |
| Franco Mastantuono     | Mediocampista | Real Madrid          | Traspaso              | 51 700 000 |
| Santiago Simón         | Mediocampista | Toluca               | Traspaso              | 3 500 000  |
| Adam Bareiro           | Delantero     | Fortaleza            | Traspaso              | 3 200 000  |

| Cesiones           | Cesiones      | Cesiones                | Cesiones     |
| Jugador            | Posición      | Destino                 | Finalización |
| ------------------ | ------------- | ----------------------- | ------------ |
| Ezequiel Centurión | Arquero       | Independiente Rivadavia | 31-12-2025   |
| Lucas Lavagnino    | Arquero       | Independiente           | 31-12-2026   |
| David Martínez     | Defensor      | Olimpia                 | 31-12-2026   |
| Andrés Herrera     | Defensor      | Columbus Crew           | 30-06-2026   |
| Gonzalo Trindade   | Defensor      | Central Córdoba (SdE)   | 31-12-2025   |
| Enzo Díaz          | Defensor      | São Paulo               | 31-12-2025   |
| Daniel Zabala      | Defensor      | Huracán                 | 31-12-2025   |
| Franco Alfonso     | Mediocampista | Central Córdoba (SdE)   | 31-12-2025   |
| Tomás Galván       | Mediocampista | Vélez Sarsfield         | 31-12-2025   |
| Tomás Castro Ponce | Mediocampista | Almagro                 | 31-12-2025   |
| Elián Giménez      | Mediocampista | Sarmiento (J)           | 31-12-2025   |
| Tobías Leiva       | Mediocampista | Aldosivi                | 31-12-2025   |
| Tiago Serrago      | Mediocampista | Aldosivi                | 31-12-2025   |
| Alexis González    | Delantero     | Audax Italiano          | 31-12-2025   |
| Oswaldo Valencia   | Delantero     | Cúcuta Deportivo        | 31-12-2025   |
| Tomás Nasif        | Delantero     | Banfield                | 31-12-2025   |
| Gonzalo Tapia      | Delantero     | São Paulo               | 31-12-2026   |

### Telón de Ídolos
El club ha contado con magníficos jugadores en toda su historia, en cada etapa o década, el equipo ha tenido distintos baluartes y referentes. Para muchos hinchas riverplatenses hay un top selectivo de jugadores a los cuales de los considera glorias del club o máximos ídolos.
En 2021, el club presentó una bandera en la cual se eligieron a los ídolos más representativos en cada una de las etapas gloriosas del club. Se trata de un trapo gigante de 120 metros de largo por 25 metros de ancho. En total, son 1100 kilos de peso que hacen que se necesiten no menos de 35 personas para poder trasladarlo. Los que recibieron el honor fueron: Angel Labruna, Amadeo Carrizo, Norberto Alonso, Enzo Francescoli, Ariel Ortega y Leonardo Ponzio fueron elegidos como jugadores y por su parte, Ramón Díaz y Marcelo Gallardo fueron representados en la bandera en su faceta de entrenadores. A continuación, los logros de los jugadores representados en el famoso telón riverplatense:
| Futbolista       | Logros | Títulos |
| ---------------- | --- | ------- |
| Ángel Labruna    | Formado en las inferiores. Como jugador: Capitán y referente de La Máquina. 26° mejor jugador de Sudamérica del siglo XX, según IFFHS. Su fecha de nacimiento, el 28 de septiembre, es celebrado como el "Día Internacional del Hincha de River". Distinciones: Máximo goleador del club con 317 Goles. Junto con Ramón Díaz, el DT más ganador de ligas locales (6). Logró 16 títulos como jugador, y 6 como DT. Tuvo su partido despedida en 1957.                                                                                             | 22      |
| Amadeo Carrizo   | Formado en las inferiores. La IFFHS lo posiciona como uno de los 10 mejores porteros del siglo XX. Distinciones: Jugador con más presencias en el club (522). | 9       |
| Norberto Alonso  | Formado en las inferiores. Convirtió 158 goles en 422 partidos jugados. Campeón de América y del mundo. Tricampeón del fútbol argentino. Distinciones: Tuvo su partido despedida en 1987. | 9       |
| Enzo Francescoli | Convirtió 137 goles en 217 partidos. Campeón invicto y tricampeón del fútbol argentino. Futbolista argentino del año y Mejor futbolista de América, en 2 ocasiones. Parte del Equipo Ideal de América en 4 ocasiones consecutivas. Distinciones: Máximo goleador extranjero del club. Tuvo su partido despedida en 1999. | 7       |
| Ramón Díaz       | Formado en las inferiores. Como jugador: Convirtió 95 goles en 175 partidos jugados. Parte del Equipo Ideal de América y segundo mejor jugador de América en 1991. Goleador del fútbol argentino en 1991 Como entrenador: Campeón de América. Tricampeón del fútbol argentino. Distinciones: Segundo DT más ganador del club. Junto con Ángel Labruna el DT más ganador de ligas locales (6). Logró 5 títulos como jugador y 9 como DT. | 14      |
| Ariel Ortega     | Formado en las inferiores. Convirtió 79 goles en 272 partidos. Campeón invicto. Campeón de América. Parte del Equipo Ideal de América en tres ocasiones representando al club. Tercer mejor jugador de América en 1996. Distinciones: Tuvo su partido despedida en 2013. | 7       |
| Marcelo Gallardo | Formado en las inferiores. Como jugador: Campeón de América. Tricampeón del fútbol argentino. Campeón invicto. Como entrenador: Campeón de América en dos ocasiones. Campeón invicto internacional: Máximo ganador de copas internacionales. Máximo ganador de copas nacionales. Máximo invicto del club con 32 partidos. Bicampeón de Copa Argentina. Distinciones: Único en el club en ser campeón de América como jugador y DT. Junto con Ángel Labruna los más ganadores del club con 22 títulos. Logró 8 títulos como jugador y 14 como DT. | 22      |
| Leonardo Ponzio  | 358 partidos oficiales disputados en River. Campeón de América con River en dos ocasiones. Campeón invicto internacional. Bicampeón de Copa Argentina. Distinciones: Jugador con más títulos en el club. Jugador con más copas internacionales. Jugador con más copas nacionales. Tuvo su partido despedida en 2022. | 17      |

## Entrenadores

### Cuerpo técnico
El entrenador actual es Marcelo Gallardo, quien regresó al club tras casi dos años en reemplazo de Martín Demichelis.
El Club Atlético River Plate ha tenido un total de 32 entrenadores a lo largo de toda su historia. El primer entrenador del club en el profesionalismo fue Víctor Caamaño, quien se hizo cargo técnicamente del club en 1931, quien además fue el primer entrenador en conseguir un título en el profesionalismo al año siguiente. Los entrenadores Emérico Hirschl, de nacionalidad húngara, Renato Cesarini, de nacionalidad italiana y Manuel Pellegrini, de nacionalidad chilena tienen la particularidad de ser los únicos técnicos extranjeros campeones en el club. El italiano se destaca por ser el entrenador que estuvo a cargo de «La Máquina», equipo que logró posicionamiento a nivel mundial y logró seis títulos en el club.
Entre todos los entrenadores que tuvo la institución, se destaca el primer ciclo de Marcelo Gallardo quien estuvo en el cargo desde junio de 2014 —cuando reemplazo al histórico Ramón Díaz—. hasta octubre de 2022 convirtiéndose el técnico más ganador en la historia del club. El ciclo de Gallardo dejó récords históricos como haber sido el técnico con más títulos conseguidos en la historia del club tras haber superado a Ramón Díaz. También se destacaron las eliminaciones a Boca Juniors en torneos internacionales —entre ellas las finales de Supercopa Argentina 2017 y la histórica final de la Copa Libertadores 2018—. Otro de los récords a nivel internacional fue haber el campeón vigente de todas las competiciones de Conmebol tras ganar de manera consecutiva todos los títulos vigentes durante 2014 y 2015.. También se adjudicó el invicto más largo en la historia del club tras 31 partidos sin perder en 2018. El saldo de los 8 años y medio dejó como resultado una efectividad del 62,6 % en 422 partidos dirigidos durante 2014 y 2022. y 14 títulos obtenidos —1 Liga, 6 copas nacionales y 7 copas internacionales—.
Otro de los técnicos exitosos es el de Ramón Díaz, quien durante muchos años fue el más ganador del club. Su época dorada fue en los años noventa, cuando estuvo al mando del club durante cuatro años consecutivos y logró siete títulos para el club, cinco campeonatos locales y dos internacionales, incluida la Copa Libertadores. Otro de los ciclos exitosos estuvo a cargo de José Minella cuando fue director técnico durante 12 años ininterrumpidos el club, logrando la mejor serie de conquistas en temporadas consecutivas en el profesionalismo: campeón en 1952, 1953, 1955, 1956 y 1957 y tercero en 1954. Con lo que ganó 5 de 6 torneos consecutivos.
Otros ciclos destacados fueron los de Ángel Labruna quien logró que el club logre un campeonato luego de 18 años sin conquistas oficiales y también logró el tercer tricampeonato del club. El ciclo de Héctor Veira siempre quedará en la historia del club por ser el primer entrenador que logró la Copa Libertadores en el club, lograda en el año 1986 y también en ser el único que conquistó la Copa Intercontinental, también en 1986. Por último Américo Gallego tiene el récord de ser el único campeón invicto en un torneo local con River, cuando fue campeón en el Torneo Apertura 1994.

## Administración

### Organización
El presidente actual de River Plate es Jorge Brito, quien resultó elegido con el 70.69 % de los votos en las últimas elecciones presidenciales del club realizadas en diciembre de 2021. Está acompañado en la vicepresidencia junto con Matías Patanian y Ignacio Villarroel. Brito forma parte del partido oficialista liderado por Rodolfo D'Onofrio, quien fue presidente del club por dos mandatos consecutivos, consolidando uno de los proyectos más exitosos del club y una de las épocas más laureadas de la institución en muchos años.
Desde el primer presidente oficial del club Leopoldo Bard, quien fue uno de los fundadores en 1901, han pasado un total de veinticinco presidentes a lo largo de toda la historia de la institución.
El presidente más influyente de la historia del club fue Antonio Vespucio Liberti, quien fuera el mandatario que más veces estuvo a cargo del club, estando 20 años no consecutivos en el cargo. Bajo su gestión impulsó en la década de los 30's las millonarias compras de Carlos Peucelle y de Bernabé Ferreyra que dieron el apodo del «Millonario» al club. Además apoyó a las divisiones inferiores, proyecto que se consolidó con la famosa Máquina y a la vez mantuvo la política de grandes inversiones con el objetivo de contratar estrellas internacionales y posicionar al club como una de las entidades deportivas más fuertes del continente. Fue el presidente que terminó de consolidad el proyecto de mudanza del club de Tagle y avenida Alvear a los terrenos ubicados en la frontera de los barrios de Belgrano y de Núñez donde hizo levantar el Estadio Monumental, estadio que hoy en día lleva su nombre y apellido.
Bajo el mandato de D'Onofrio el club ganó un total de quince títulos a nivel futbolístico, con ocho trofeos nacionales y siete internacionales, destacándose la obtención de dos Copas Libertadores de América. Además, se obtuvieron logros en balonmano, hockey sobre césped, futsal, fútbol femenino, fútbol para ciegos, hockey sobre patines y voleibol.
El club pertenece en su totalidad a los más de 351 mil socios de la institución, quienes aportan una cuota mensual la cual es administrada por la dirigencia de turno, este ingreso representa un gran porcentaje del presupuesto anual del club. El presupuesto anual de la institución ronda los 7 mil millones de pesos. Los socios de la entidad, incluyendo todas las categorías dejan al club mensualmente unos 90 millones de pesos, el 21 % los ingresos totales. Otros porcentajes altos provienen de la transferencia de jugadores (25 %), abonos y venta de entradas (17 %) y patrocinadores (15 %).
La gran particularidad de la institución millonaria es el amplio abanico de deportes que se realizan en las instalaciones del club, posee más de 50 actividades deportivas, sociales y culturales siendo el club social y deportivo con mayor número de actividades federadas en la República Argentina. Está presente en todos los niveles educativos con un instituto, un terciario y una universidad. En lo que respecta a recursos humanos mantiene una estructura de más de 1200 empleados, la cual es una de las plantas de empleados más grandes del país.
River Plate posee filiales oficiales en provincias como Santa Fe, Tucumán, Córdoba, Entre Ríos, Mendoza, Tierra del Fuego, Catamarca, Santiago del Estero y Chaco, entre otras. También existen filiales en todos los países latinoamericanos, y también en España, Italia, Inglaterra, Israel, Australia, Alemania, Estados Unidos y Nueva Zelanda.
El 16 de septiembre de 2010 la institución aprobó el proyecto de crear una Universidad. Fue relevante en la concreción de la Universidad, puede haber variedad de Unidades Académicas: Facultad de Educación y Deporte con las Carreras de Profesorado en Educación Física y Lic. en Educación Física, y una Facultad de Economía y Administración del Deporte con las Carreras de Lic. en Administración, Lic. en Administración del Deporte y Lic. en Márquetin Deportivo.

### Autoridades
| Comisión directiva |
| |
| - Presidente: Jorge Brito - Vicepresidente 1°: Matías Patanian - Vicepresidente 2°: Ignacio Villarroel - Director Deportivo: Enzo Francescoli - Secretario Técnico: Leonardo Ponzio - Secretario General: Stefano Di Carlo - Prosecretario General: Agustín Forchieri - Secretario de Actas: Mariano Taratuty - Tesorero: Andrés Ballotta - Pro-Tesorero: Ignacio Amui - Adscripto a Mesa Directiva: Santiago Poblet Videla - Departamento de Fútbol Formativo: Hernán Vázquez - Director de Fútbol Formativo: Gabriel Rodríguez - Área Museo y Trofeos: Rodrigo Daskal - RR. PP. / Relaciones Institucionales: Santiago Poblet Videla - Subcomisión de Hincha: Christian Krom - Comisión de Mujeres, Géneros y Diversidad: Sonia González - Comisión de Asuntos Agrupacionales: Carlos Grassi - Comisión de Integración de Personas con Discapacidad: Martín Giovio - Comisión de Derechos Humanos: Rodrigo Daskal - Comisión de Filiales: Cristian Pafunto - Comisión de Vitalicios: Ricardo Rodríguez - Comisión Control de Estadio: Rodrigo Pecollo - Departamento Cultural: Sebastián Gagliardi - Departamento de Comunicación, Medios y Digital: Julián Leunda - Departamento de Marketing: Luis Landoni - Departamento de Obras e infraestructura: Mariano Taratuty - Departamento Educación: Stefano Di Carlo - Departamento Físico: Federico Ferreyra - Departamento Hacienda: Ramiro Monarca - Departamento Médico: Javier Eliscovich - Departamento Seguridad: Valentina Pomi Rodríguez - Departamento Social: Verónica Villar - Defensoría de Socios y Socias: Martín Laino - River Federal: Ariel Rabone - River Internacional: Valentín Díaz Gilligan |
| |

### Patrocinios
Actualmente, los principales patrocinadores de River Plate son Adidas, Betano, DirecTV y Assist Card. El más importante es el de la marca alemana de las tres tiras el cual es el patrocinador más añejo de la institución, siendo proveedor oficial de la indumentaria desde 1982, conformando una de las relaciones de patrocinio más longevas en la industria del fútbol. En lo que respecta a ingresos, representa el mayor porcentaje de ingresos de patrocinadores anualmente, pagando $10 millones por año con tipo de cambio libre. Por su parte la casa de apuestas Betano, patrocinador principal en el frente de la camiseta desde 2025, abona al club cerca de $6 millones por año. El seguro de asistencia en viajes, Assist Card, sigue ligado al club con un acuerdo de $1,5 millones por año, apareciendo en las mangas de la camiseta. Por último DirecTV se convirtió en patrocinador del club en enero de 2023 y por el cual percibirá $2,5 millones por año hasta diciembre de 2026.
También están las siguientes categorías de patrocinadores: gold sponsor (Coca-Cola), silver sponsors (Quilmes, Personal y EA Sports FC) y bronze patrocinadores (Emergencias, Cabify, Multiled, Rexona y Meridional Seguros).

### Fundación
La Fundación River Plate fue creada para promover una mayor inclusión social a través de programas educativos, culturales, deportivos y sociales. Se construye como el medio para alentar el desarrollo integral de aquellas personas que viven en contexto de vulnerabilidad. Tiene como misión alentar el desarrollo integral de aquellas personas que viven en contexto de vulnerabilidad, con el fin de lograr una mayor inclusión social, a través de programas educativos, culturales, deportivos y sociales y el objetivo general de promover en niños y jóvenes el valor de tener deseos y aspiraciones, tomando conciencia de las virtudes que necesitan entrenar para poder alcanzarlos. Esto se logra con el desarrollo de Programas y Actividades en conjunto con Organizaciones y actores aliados para el cumplimiento de la misión de la fundación. Las áreas de acción primordiales son la educación, la cultura, el deporte y el desarrollo social.

## Palmarés
|  | Para más detalles, consultar Palmarés del Club Atlético River Plate |

El Club Atlético River Plate es el cuadro más laureado del fútbol argentino en el profesionalismo y uno de los más exitosos a nivel mundial. Su extenso palmarés incluye 38 campeonatos de Primera División, 16 copas nacionales, 12 copas internacionales y 6 copas rioplatenses. Entre todos ellos se destacan cuatro Copas Libertadores de América, una Copa Sudamericana, tres Recopas Sudamericanas, una Copa Intercontinental y cinco Copas Aldao en el plano internacional, tres de ellas conquistadas por La Máquina, considerada por la prensa especializada como el mejor equipo del mundo, y una de las más notorias en la historia del fútbol Mundial y la mejor del fútbol Argentino.
En el plano nacional, ostenta el récord de haber ganado treinta y ocho torneos locales, lo que lo hace el máximo campeón del fútbol argentino. Además, también alcanzó el título de campeón en dieciséis copas nacionales oficiales, destacando tres Copas Argentina y tres Supercopas Argentina. Con cincuenta y cuatro títulos, entre campeonatos y copas, ostenta el récord de ser el club con mayor cantidad de títulos nacionales.
Considerado por la FIFA como el mejor club argentino del siglo XX. También figura en la clasificación histórica del ranking mundial de clubes de la Federación Internacional de Historia y Estadística de Fútbol como el noveno mejor club del mundo del siglo XX. Fue el primer equipo del fútbol sudamericano en posicionarse primero en el ranking mundial de clubes según la IFFHS.
En su país fue el primer club en lograr la «Triple Corona» en la temporada, Primera División, Copa Libertadores y Copa Intercontinental en el año 1986. También es el único club de América en lograr los cuatro torneos Conmebol oficiales en un año calendario de manera consecutiva: Copa Sudamericana, Recopa, Copa Libertadores y J.League-Sudamericana.
Respecto a partidos sin derrotas, ostenta tres de los mejores récords del fútbol argentino, tanto en la temporada 1931 y en la de 2014 registra un récord de 31 partidos sin perder y en 2018 una marca de 32 partidos invicto. A su vez, ostenta el récord mundial de goles convertidos de forma consecutiva en partidos oficiales, marcando en 96 partidos seguidos. A su vez, también ostenta un récord a nivel nacional en la Copa Argentina de 16 partidos invicto, todos ganados de manera consecutiva entre la Copa Argentina 2015-16 y la Copa Argentina 2017-18.
Nota: en negrita competiciones vigentes en la actualidad. Indicado el récord del torneo  y el compartido 

### Torneos nacionales (54)
| Competiciones nacionales                  | Títulos | Subcampeonatos |
| ----------------------------------------- | --- | --- |
| Primera División (38/34)                  | 1920, 1932, C. Campeonato 1936, C. de Oro 1936, 1937, 1941, 1942, 1945, 1947, 1952, 1953, 1955, 1956, 1957, M. 1975, N. 1975, M. 1977, M. 1979, N. 1979, 1980, N. 1981, 1985-86, 1989-90, Ap. 1991, Ap. 1993, Ap. 1994, Ap. 1996, Cl. 1997, Ap. 1997, Ap. 1999, Cl. 2000, Cl. 2002, Cl. 2003, Cl. 2004, Cl. 2008, F. 2014, 2021, 2023. | 1909, 1917, 1918, 1921, 1922, 1938, 1939, 1943, 1944, 1948, 1949, 1960, 1962, 1963, 1965, 1966, N. 1968, M. 1969, N. 1969, M. 1970, N. 1972, N. 1973, N. 1976, N. 1978, N. 1984, Ap. 1992, Cl. 1999, Ap. 2000, Cl. 2001, Ap. 2001, F. 2013, 2014, 2016-17, 2019-20. |
| Copa Argentina (3/0)                      | 2015-16, 2016-17, 2018-19. | |
| Supercopa Argentina (3/2)                 | 2017, 2019, 2023. | 2014, 2016. |
| Trofeo de Campeones (2/0)                 | 2021, 2023. | |
| Supercopa Internacional (0/1)             | | 2023 |
| Copa Ibarguren (4/0)                      | 1937, 1941, 1942, 1952. | |
| Copa Adrián Escobar (1/1)                 | 1941. | 1942. |
| Copa de Competencia "Jockey Club" (1/1)   | 1914. | 1918. |
| Copa Campeonato de Primera División (1/0) | 2014. | |
| Copa de Competencia LAF (1/0)             | 1932. | |
| Copa Centenario de la AFA (0/1)           | | 1993. |
| Copa de Honor (0/1)                       | | 1917. |
| Segunda División (2/1)                    | 1908, 2011-12. | 1907. |

### Torneos internacionales (12)
| Competiciones internacionales              | Títulos                 | Subcampeonatos    |
| ------------------------------------------ | ----------------------- | ----------------- |
| Copa Intercontinental (1/1)                | 1986.                   | 1996.             |
| Copa Interamericana (1/0)                  | 1987.                   |                   |
| Copa Libertadores de América (4/3)         | 1986, 1996, 2015, 2018. | 1966, 1976, 2019. |
| Copa Sudamericana (1/1)                    | 2014.                   | 2003.             |
| Recopa Sudamericana (3/2)                  | 2015, 2016, 2019.       | 1997, 1998.       |
| Supercopa Sudamericana (1/1)               | 1997.                   | 1991.             |
| Copa J.League-Sudamericana (1/0)           | 2015.                   |                   |
| Copa Mundial de Clubes de la FIFA (0/1)    |                         | 2015.             |
| Campeonato Sudamericano de Campeones (0/1) |                         | 1948.             |

### Otros torneos internacionales (6)
| Competiciones internacionales                  | Títulos                       | Subcampeonatos |
| ---------------------------------------------- | ----------------------------- | -------------- |
| Copa Río de La Plata - Dr. Ricardo Aldao (5/0) | 1936, 1937, 1941, 1945, 1947. |                |
| Cup Tie Competition (1/0)                      | 1914.                         |                |

## Hinchada

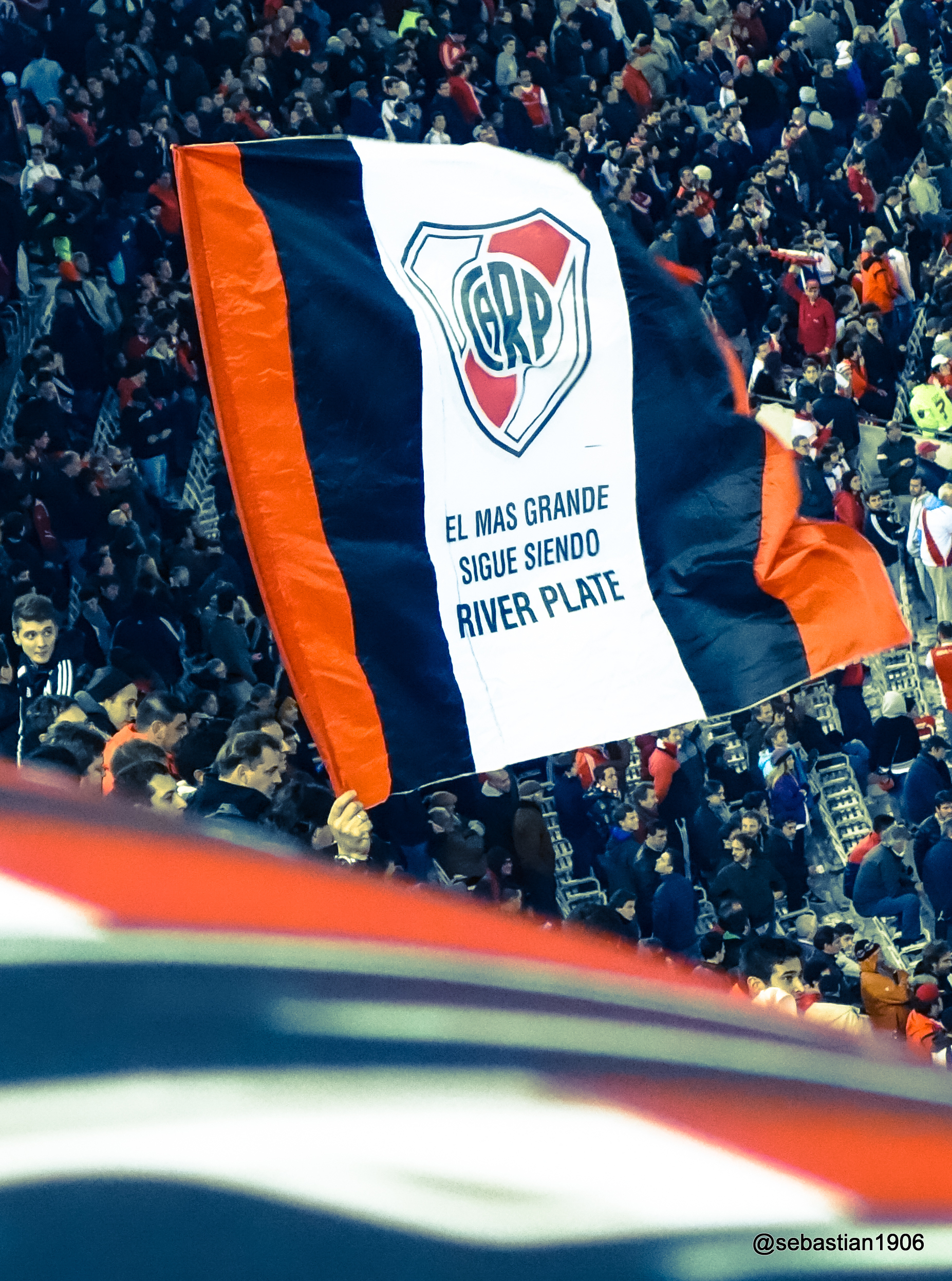
Bandera de River Plate durante un partido de Copa Libertadores.

El club posee más de 351.487 socios activos. La hinchada de River es una de las más representativas de Argentina y en una encuesta realizada en el año 2006 se estipuló que River representa al 32,6 % de hinchas en el país. Según un ranking publicado por la Conmebol en 2019, es el quinto club más popular de América y el más popular de Argentina con más de 15 millones de hinchas en todo el país. En un ranking publicado en 2018 por la Bundesliga de Alemania sobre los clubes con más socios del mundo, River figuró en la sexta posición con 146 000 abonados.
La hinchada de River se diferencia y se caracteriza por ser de «Paladar Negro», término futbolero usado y referido hacia la exigencia al jugador, el buen juego con habilidad y el perfeccionismo dentro del campo de juego. El «Paladar Negro» se trata de que en cualquier cancha, el equipo tiene que ganar, gustar y golear, ejercer un juego atractivo, siendo inteligente con la pelota en su poder. Generar ataques constantemente y estar lúcido a la hora de defender. No existe el conformismo ya sea ganando de manera contraria a esto, ni mucho menos empatando o perdiendo. Básicamente, es una representación de lo que fue River a lo largo de su historia y de la calidad de jugadores que tuvo. "El hincha de River es el más sibarita del fútbol argentino, el día que baje esa exigencia, dejará de ser todo lo grande que es”, aclaró alguna vez Roberto Perfumo.
En el Mundial de Clubes de 2015 River estableció un récord histórico para la competición al llevar el mayor número de fanáticos, el número de hinchas que viajaron a Japón durante ese periodo fue de entre 15 000 y 20 000 hinchas. En 2011, el club vendió más entradas que cualquier equipo del país, a pesar de que en ese mismo año descendió a la segunda categoría del fútbol argentino. El 8 de octubre de 2012 se presentó «La bandera más larga del mundo» en una caravana en la que participaron aproximadamente 100 000 simpatizantes, esta hecha absolutamente por hinchas del club, en una iniciativa que comenzó el Frente Ángel Labruna. La bandera llegó a los 7000 metros de longitud y entró en el récord Guinness.
Uno de lo apodos del club es «Millonarios», ya que a principios del profesionalismo, pagó altísimos precios para la época, como la compra de Carlos Peucelle en 10,000 pesos argentinos en 1931 y un año más tarde en la de Bernabé Ferreyra en 35,000 pesos. Tras la llegada de este delantero estrella, River firmó al arquero Ángel Bossio por otros 30.000 pesos procedente de Club Atlético Talleres, a Juan Arrillaga, de Quilmes, a cambio de 22.000 pesos, a Alberto Cuello, también de Tigre, por 17.500 pesos, y a Carlos Santamaría. procedente de Platense, por 15.000 pesos. River Plate completó un lustro lleno de desembolsos pagando 37.500 pesos por José María Minella, volante de Gimnasia y Esgrima, en el año 1935.
Otro de los apodos del club es el de «Gallinas», tiene como origen cuando el 20 de mayo de 1966, se jugaba la final de la Copa Libertadores frente a Peñarol de Uruguay y luego de estar ganando por 2-0, terminaría perdiendo por 2-4. El partido siguiente a ese, por el Campeonato de Primera División frente a Banfield, los hinchas de este club soltaron una gallina blanca, con una banda roja pintada, achacando la derrota en aquella final a una supuesta cobardía, y dándole origen a un nuevo apodo. En la actualidad es un modo de identificar a los hinchas del club, por propios y extraños.
River Plate, como todos los clubes de Argentina también tiene sus barras bravas, mejor conocidos como «Los Borrachos del Tablón». La hinchada Riverplatense se caracteriza por sus impactantes recibimientos, como el de la final de la Copa Libertadores 1996 o el de la Copa Libertadores 2015.

### Celebraciones

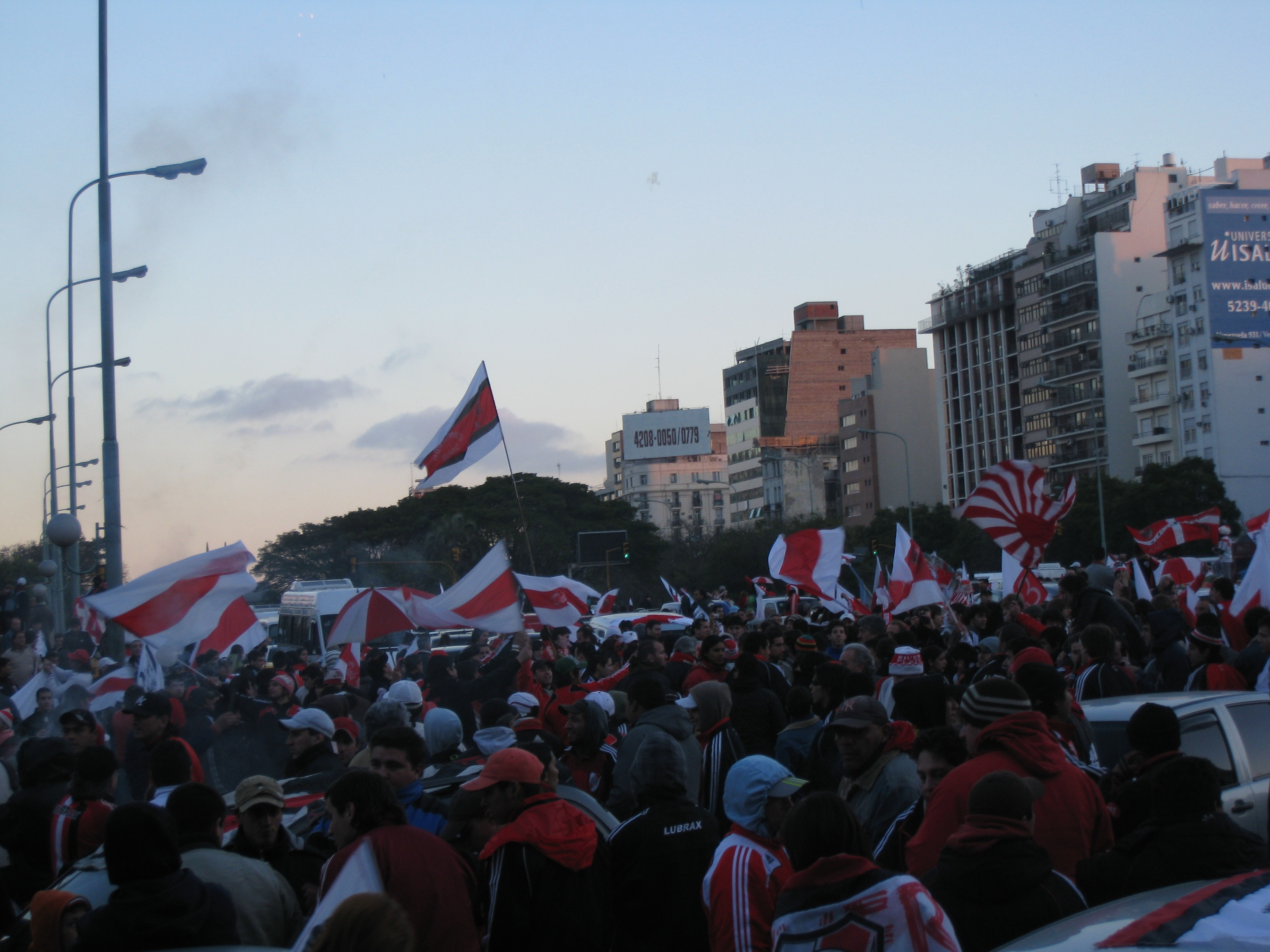
Celebración de hinchas en Buenos Aires tras consagrarse campeón en 2008.

Cuando River Plate consigue un título tiende a celebrar en las inmediaciones del Obelisco de Buenos Aires Otro de los días importantes y con motivos de festejos para el club es el 28 de septiembre, fecha en que se celebra el «Día internacional del hincha de River» en honor al nacimiento del máximo ídolo de la institución, Ángel Labruna.
También los hinchas suelen tener como tradición celebrar el 25 de mayo de cada año un nuevo aniversario del nacimiento del club. Uno de los festejos más imponentes e importantes fue cuando la institución cumplió 100 años el 25 de mayo de 2001. En esa fecha se pactó un partido con CA Peñarol de Uruguay en el Estadio Monumental. Previo al partido de organizó una caravana de entre 60 mil y 80 mil personas, según estimaciones policiales, que se movilizaron esta tarde por toda la ciudad de Buenos Aires. La caravana llegó a tener picos de extensión de entre 25 y 28 cuadras de caminantes. Posteriormente al partido se estima que asistieron más de 60,000 simpatizantes, la hinchada preparó una celebración con fuegos artificiales, globos rojos y blanco y bengalas.
En los tiempos modernos el club tomó como una de sus fechas más importantes el 9 de diciembre debido a que en esa fecha River se consagró campeón de la Copa Libertadores 2018 derrotando ni más ni menos que a su clásico rival Boca Juniors, en un partido que se disputó en el Santiago Bernabéu de Madrid y que fue considerada para el mundo del fútbol como la final entre clubes más importante de la historia. Cada año al llegar esta fecha los hinchas riverplatenses recuerdan la hazaña como uno de los hitos más importantes en la historia del club. En 2019 se celebró el primer aniversario del título luego de un partido del club en el Estadio Monumental, los festejos incluyeron un show de luces y de fuegos artificiales, hubo batucada y bandas en vivo.
En el segundo aniversario de la consagración, el 9 de diciembre de 2020 los hinchas prepararon una caravana que culminó con una llegada a las inmediaciones de la instituciónm, una multitud de hinchas de River arribó al estadio donde terminaron los festejos del segundo aniversario.

## Rivalidades

### El Superclásico
|  | Para más detalles, consultar Superclásico del fútbol argentino |

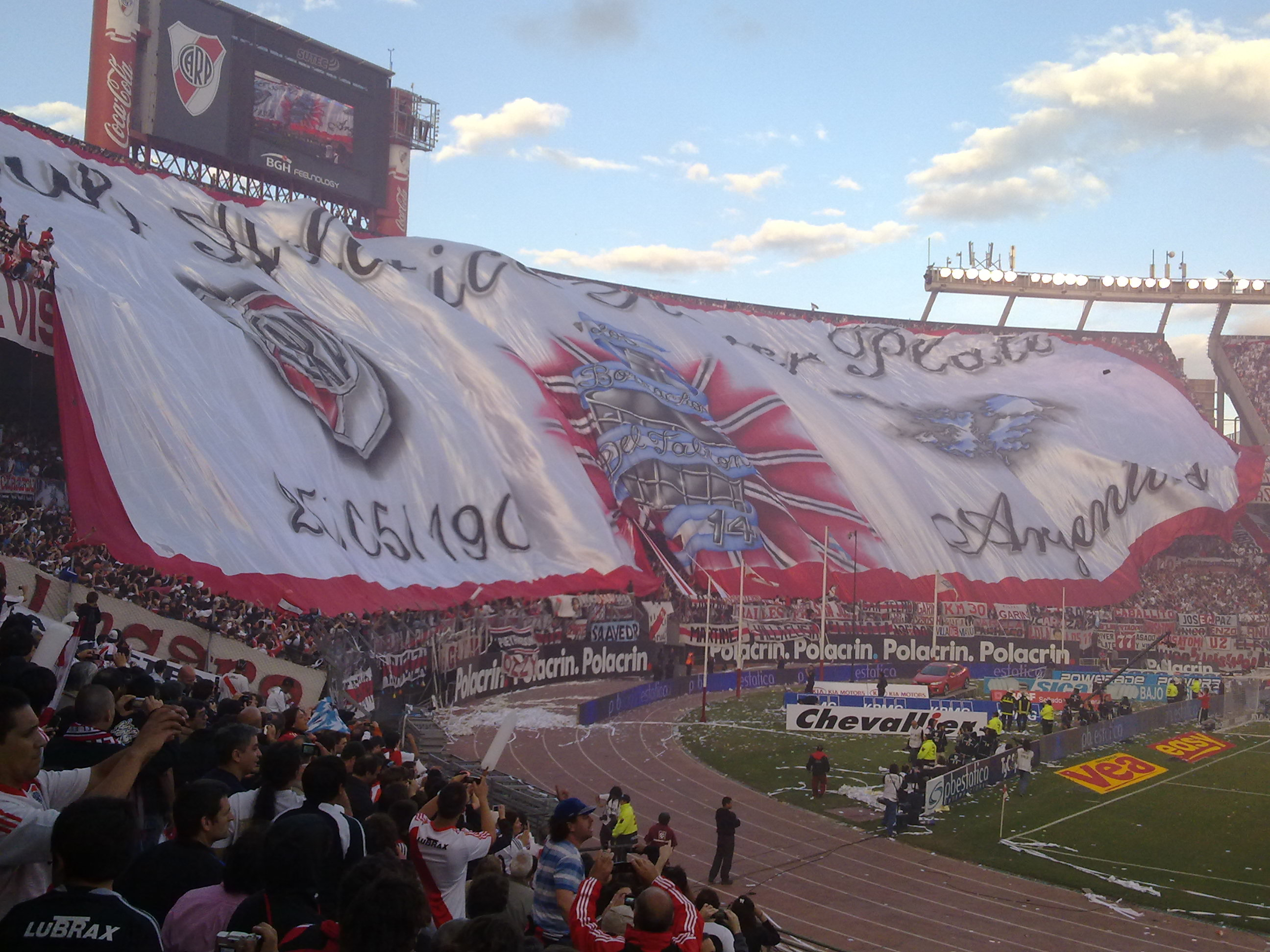
Bandera desplegada en un partido durante un Superclásico en 2010.

El «Superclásico del fútbol argentino» es el partido que enfrenta a los dos equipos de fútbol más populares de la Argentina: River Plate y Boca Juniors. La rivalidad comenzó a principios del siglo XX, cuando dichos clubes compartían sede en el barrio de la Ribera. Desde ese momento han protagonizado numerosos capítulos que han quedado marcados en la historia del deporte argentino.
El primer partido oficial se produjo en el campeonato de Primera División de 1913. River Plate resultó ganador del encuentro por 2 a 1, logrando la primera victoria de esta histórica rivalidad. Desde entonces se han jugado 215 partidos de Primera División organizados por la Asociación del Fútbol Argentino: River ha ganado 72, con 275 goles; Boca se ha impuesto en 78, con 291 tantos; y han empatado en 65 ocasiones.
Ambos clubes se han enfrentado en 21 eliminaciones directas entre el período 1915-2024. River logró imponerse en 13 oportunidades, tres veces por campeonato, cinco veces por copas nacionales, una vez por liguilla y cuatro veces por copas internacionales; mientras que Boca lo hizo en 8 ocasiones, una vez por campeonato, cuatro veces por copas nacionales y tres veces por copas internacionales.
Este espectáculo deportivo concentra la atención de las grandes masas no solo en Argentina, sino en muchos países del mundo. Es reconocido por muchos por la pasión expresada por parte de los aficionados tanto durante el partido como en la previa. Según el periódico inglés The Observer el Superclásico en la Bombonera se encuentra entre los 50 espectáculos deportivos que hay que ver antes de morir, mientras que para el también británico The Sun es la "experiencia deportiva más intensa del mundo". Asimismo, en España es tal la importancia que se le otorga que, aprovechando la ausencia de fútbol local, el clásico del 8 de octubre de 2006 (finalizado con un marcador de 3-1 a favor de River Plate) fue transmitido en vivo y en directo a través de Radio Marca, una de las radios deportivas más importante de ese país. También se acreditaron numerosos medios del mundo para la histórica e inédita final de la Copa Libertadores 2018 que se definió en Madrid, con triunfo (3-1) y consagración de River.
| Competición           | PJ  | G. River | E  | G. Boca |
| --------------------- | --- | -------- | -- | ------- |
| Primera División      | 216 | 73       | 65 | 78      |
| Copas nacionales      | 16  | 5        | 8  | 3       |
| Copas internacionales | 32  | 10       | 11 | 11      |
| Total                 | 264 | 88       | 84 | 92      |

### Los otros clásicos
Además del superclásico, River también mantiene una rivalidad con el resto de los clubes denominados grandes del fútbol argentino: Independiente, Racing Club y San Lorenzo de Almagro. Entre estos últimos se destaca el enfrentamiento contra Racing, apodado como el clásico más antiguo de Argentina, ya que el primer partido entre ambos se remonta al 22 de abril de 1906 y actualmente registra 119 años de historia.

## River Plate en la cultura popular
Historietas - Cómics - Mangas
- El Estadio Monumental aparece en la célebre historieta argentina de ciencia ficción, El Eternauta (1957). Creado por el guionista Héctor Germán Oesterheld, y el dibujante Francisco Solano López; su historia se centra en la invasión extraterrestre del planeta por parte de una especie de seres similares a los insectos; apodados despectivamente como "cascarudos"; y su respectiva resistencia en Buenos Aires. Se desarrollan diferentes combates, siendo uno de los más importantes, el que tuvo lugar en las instalaciones del club. La decisiva victoria en la "Batalla de River Plate", produjo que la resistencia tome al Estadio Monumental como futuro centro militar de operaciones. En las viñetas también se hace mención a la destacada delantera de La Máquina, cuando el personaje principal sube por las deterioradas gradas, y recuerda los destacados partidos de River que presencio en su niñez.
- River Plate aparece en el manga japonés Captain Tsubasa Road to 2002 (2001), cuando el delantero uruguayo Ryoma Hino (inspirado en Enzo Francescoli) decide rechazar una oferta de traspaso al A.C. Reggiana de Italia, para seguir jugando en el "club de sus amores".[360] También se muestra al Estadio Monumental, en un partido ante Boca Juniors, en donde el mencionado Hino logra anotar tres goles. Ryoma Hino, y River Plate, vuelven a realizar una pequeña aparición en la siguiente entrega del manga: Captain Tsubasa Golden-23 (2005).
- En 2012, se pública SáBado, un compendio de 38 historietas dibujadas por Esteban Serrano. Cada historieta, retrata a cada uno de los 38 partidos que disputó River en la Primera B Nacional 2011/12. Solo presenta dos colores, negro y rojo, y cuenta con un epílogo escrito por Enzo Francescoli.[361]

Filatelia - Numismática - Exonumia
- En 1999, el Correo Argentino presentó una serie de estampillas y postales denominada «River Plate campeón del siglo». Se imprimieron 8 estampillas, cuyos valores nominales fueron: $1.50 (Ángel Labruna), $0.75 (5 motivos: Monumental, Monumental de noche, Copa Campeonato, Escudo, y Banderas), y $0.50 (2 motivos: Equipo de 1996, e Hinchada).
- Además, en el marco de la Copa Mundial de Fútbol de 1978, el Estadio Monumental fue utilizado como imagen en estampillas y monedas. Aparece, en la estampilla argentina de $700 de 1978, y en las monedas conmemorativas de $100 de 1977-1978.
- En 2019 la empresa GW Coin, desarrolla dos medallas conmemorativas, como motivo turístico de la Ciudad de Buenos Aires. En el anverso poseen el escudo del club. El Reverso posee dos diseños diferentes, la imagen del Estadio Monumental, y la Copa Libertadores de 2018. Actualmente, se pueden adquirir en el Museo River.[362]

Filmografía
- En 2006, Torneos y Competencias S.A. decide filmar una serie documental de cuatro episodios, La Historia de River Plate a cargo del cineasta y productor Juan Baldana.
- En 2012, la Televisión Pública realiza un filme denominado River Plate: En las malas mucho más. Producido por Mariela Tedeschi, intenta relatar "el viaje" que tuvo que transitar River en su paso por la Primera B Nacional.
- En 2019 se estrena el filme documental River, el más grande siempre, el cual narra los sucesos más importantes de la historia del club.
- El 9 de diciembre de 2019, River Plate y Adidas, estrenan un mini-documental de 19 minutos de duración, a modo de cortometraje. Denominado como: La historia detrás de La Copa Eterna, en él, los protagonistas relatan los sucesos que se llevaron a cabo para la histórica consagración de la Copa Libertadores de 2018.[363]
- En 2020 se desarrolla River, La vuelta, documental referido a las "vivencias personales" de los jugadores que ganaron el Torneo Metropolitano de 1975, cortando así, con la negativa racha de 18 años sin obtener un campeonato.[364]

Bibliografía
- River, el más grande. León Manuel Goldstein (1.ª edición). Buenos Aires: Manrique Zago y León Goldstein Editores. noviembre de 1999. p. 240. ISBN 987-9407-02-4.

## Divisiones inferiores
|  | Véase también Divisiones inferiores del Club Atlético River Plate |

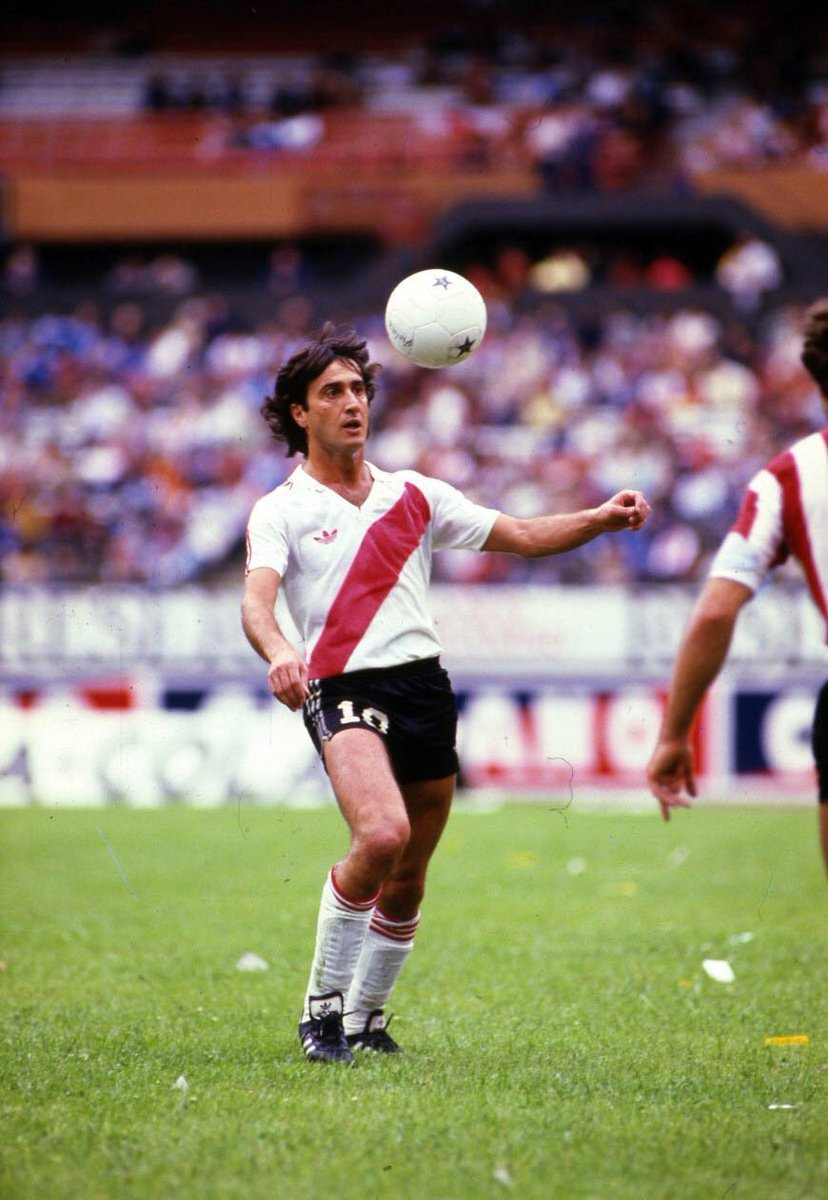
Norberto Alonso, símbolo del club y de las inferiores. Uno de los idolos más representativos para la hinchada riverplatense.

La cantera de River Plate, conocida también como «La Casa Blanca de América», ha sido la más fructífera de Argentina, la más importante y también la que mayores éxitos acumula. Históricamente se la considera como la mejor escuela formativa de futbolistas de América y una de las mejores del Mundo. Leyendas del fútbol no solo tuvieron el privilegio de jugar en la primera división del club, sino que también vistieron la camiseta rojiblanca desde jóvenes en las categorías juveniles.
A lo largo de su vida, han nacido de su semillero muchos de los mejores exponentes de la historia de este deporte.
Empezando por grandes jugadores como Carlos Isola, arquero de la selección en la primera Copa América en 1916, pasando por José Manuel Moreno, Adolfo Pedernera, Ángel Labruna, Félix Loustau, Norberto Yácono, Alfredo Di Stéfano, Amadeo Carrizo, Enrique Omar Sívori, Ermindo Onega, Oscar Más, Daniel Passarella, Norberto Alonso, Ramón Díaz, Sergio Goycochea, Claudio Caniggia, Hernán Crespo, Ariel Ortega, Matías Almeyda, Marcelo Gallardo, Andrés D'Alessandro, Javier Saviola, Pablo Aimar, Fernando Cavenaghi, Javier Mascherano, Gonzalo Higuaín, Radamel Falcao, Erik Lamela, Germán Pezzella, Gonzalo Montiel, Exequiel Palacios, Sebastián Driussi, Julián Álvarez, entre tantos otros.

#### Sentido de pertenencia
Cabe mencionar que el semillero riverplatense alberga alrededor de 200 jugadores juveniles, la academia es una de las más caras de América. Cada año, más de 2000 niños de todas las edades se postulan para conseguir la admisión, de los que lógicamente se eligen solamente a los mejores. El club también busca activamente a los futuros residentes, empleando un sistema en el que muchos “caza talentos” se despliegan por Argentina, América y el Mundo. La institución también ha expandido sus operaciones hacia el extranjero, estableciendo 8 escuelas oficiales en: Australia, Chile, Colombia, Brasil, Ecuador, México, Perú, Kuwait, entre otras naciones.
Desde su creación en 1901 hasta la actualidad, las divisiones menores del conjunto riverplatense han protagonizado etapas esplendorosas en sus categorías, para luego debutar en primera y llenar de fútbol y alegría a la hinchada Millonaria.
La canteria riverplatense es reconocida a nivel continental y mundial por la inigualable cantidad de talentos surgidos en el mismo a lo largo de toda la historia. A diferencia del resto de las canteras mundiales, la de River produjo a muchos de los mejores jugadores de la historia del fútbol, incluidos los ídolos máximos de la institución.

#### Polideportivo Municipal de Hurlingham
El Polideportivo Municipal de Hurlingham es un predio constituido por siete campos de fútbol. Cinco de ellos son de uso exclusivo de las divisiones inferiores del River Plate, mientras que los otros dos son de utilización de la municipalidad de Hurlingham.

## Otras secciones deportivas
Si bien el Club Atlético River Plate es reconocido principalmente por su equipo profesional de fútbol masculino, en la institución se practican una gran cantidad de disciplinas deportivas. Entre las más destacadas se encuentran el básquet, el vóley, el hockey sobre césped, el balonmano y la natación, entre otros. En muchos de estos deportes se han logrado ganar campeonatos y torneos a nivel nacional, así como también se ha logrado participar en distintas competencias internacionales. Algunos de estos deportes se practican en el interior del propio estadio Monumental, como el básquet y el vóley que se desarrollan en el microestadio ubicado bajo una de las tribunas.

### Fútbol femenino
El equipo de fútbol femenino de River Plate disputa el Campeonato de Fútbol Femenino de Argentina, equivalente a la primera división masculina. El fútbol femenino en Argentina comenzó a disputarse de manera oficial en 1991, con ocho equipos participantes. El 15 de diciembre de ese mismo año, después de siete fechas disputadas, River Plate se consagra como el primer campeón del fútbol femenino del país. En total, River Plate ha obtenido el torneo en once oportunidades, de las cuales cinco de ellas fueron en forma consecutiva entre los años 1993 y 1997. Desde su creación en 1991 ha participado en todas las ediciones al igual que Boca Juniors. A nivel internacional ha participado en la Copa Libertadores Femenina en dos ocasiones. En la edición de 2017 alcanzó el tercer lugar, siendo este el mejor resultado logrado por un equipo argentino junto con Boca Juniors y UAI Urquiza.

### Hockey sobre césped

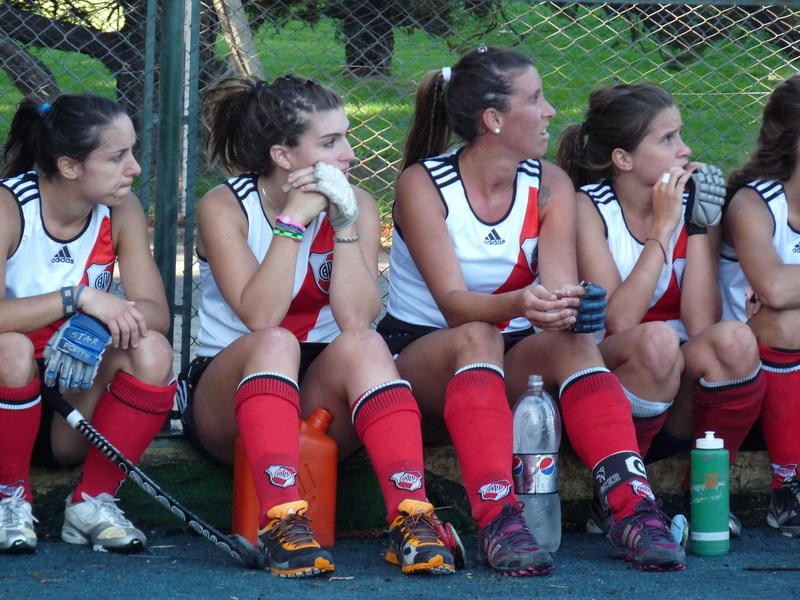
Grupo de jugadoras de River Plate

El hockey sobre césped fue creado en la Institución en 1990 gracias a la inquietud de un muy pequeño grupo de padres que colaboraban en el Departamento de Cadetes y que contó con el apoyo del entonces Vicepresidente del Club.
La primera presentación ante el público “millonario” fue en el Monumental, cuando en 1991, River festejó sus primeros 90 años de vida. Y en 1993 ya había una cantidad razonable de jugadoras como para pensar que se estaba en condiciones de federarse, por lo que se produjo un acercamiento con miembros de la Asociación y se comenzó a operar con clubes afiliados a esta, hasta que en diciembre en la Asamblea Anual los clubes, en una votación muy dividida, aprobaron la incorporación del Club Atlético River Plate para intervenir en los campeonatos de la más importante liga del país.
En el mundial de hockey que se disputó en Londres entre el 21 de julio y el 5 de agosto de 2018, fueron convocadas dos jugadoras de River Plate, Lucina von der Heyde y Bianca Donati, quienes fueron campeonas mundiales Junior en Chile 2016 e hicieron su debut en un mundial mayor. Por su gran actuación, Von der Heyde fue elegida por la como la mejor jugadora Junior del mundo por la Federación Internacional de Hockey.
Las Vikingas derrotaron 2-0 a Club Italiano en la final de la Liga Nacional de Hockey disputada en Rosario, se consagraron tricampeonas y pasaron a ser uno de los dos clubes con más títulos del certamen nacional. Con un doblete de Estefanía Cascallares, las Vikingas festejaron nuevamente en el torneo. Además, River tuvo a la mejor jugadora del certamen, Victoria Sauze.
En el mundial de hockey que se disputó en Londres entre el 21 de julio y el 5 de agosto de 2018, fueron convocadas dos jugadoras de River Plate, Lucina von der Heyde y Bianca Donati, quienes fueron campeonas mundiales Junior en Chile 2016 e hicieron su debut en un mundial mayor. Por su gran actuación, Von der Heyde fue elegida por la como la mejor jugadora Junior del mundo por la Federación Internacional de Hockey.

### Vóley

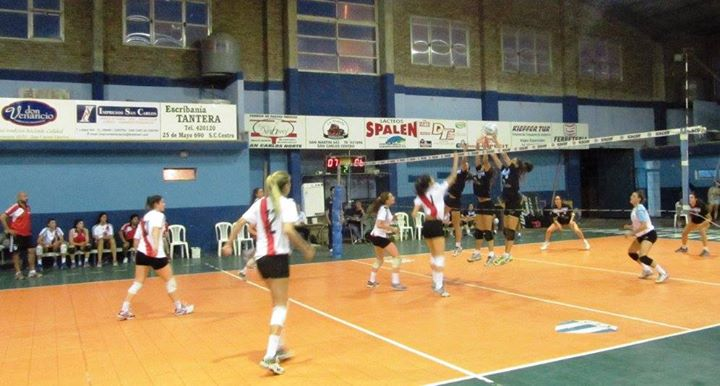
Vóley femenino en River Plate.

River Plate incursionó en el mundo del vóley casi 50 años atrás y su participación en la Liga Metropolitana desde el comienzo fue protagónica. Luego de tres años de participación jugó su primera final, y tres años más tarde alcanzó su primer título. En 1996, Marcelo Méndez fue nombrado entrenador del equipo masculino y los éxitos se repitieron uno tras otro. Dos ligas metropolitanas ganadas en forma consecutiva y un título nacional, en 1999, lo confirman.
En la rama femenina, River alcanzó el título a nivel nacional en cuatro oportunidades, siendo uno de los máximos campeones de la liga y el primero en ser campeón tres veces consecutivas (2005 a 2007). Actualmente el equipo masculino disputa la Serie A1, mientras que el feminino compite en la Liga Femenina de Vóley Argentino.

### Balonmano
River es uno de los clubes fundadores de la Federación Metropolitana de Balonmano y en la actualidad es la institución que más campeonatos ganó en la historia local, obteniendo la mayor cantidad de campeonatos desde el año 2001 hasta la actualidad.
Se obtuvieron todos los títulos que se han disputado a nivel metropolitano y nacional, ya sea torneos Metropolitanos, Aperturas, Clausura, Súper 4, Nacionales y Liga Federal.
Los jugadores que más se han destacado en la historia del balonmano riverplatense fueron Guillermo Till, Claudio Straffe, Freddy Ambrosini, Gabriel Canzoniero y Juan Ojea.
En la actualidad varios jugadores del club se destacan en la Selección de balonmano de Argentina como Pablo Sebastián Portela, Adrián Portela, Juan Vázquez, Facundo Cangiani y Francisco Schiaffino.

### Tenis

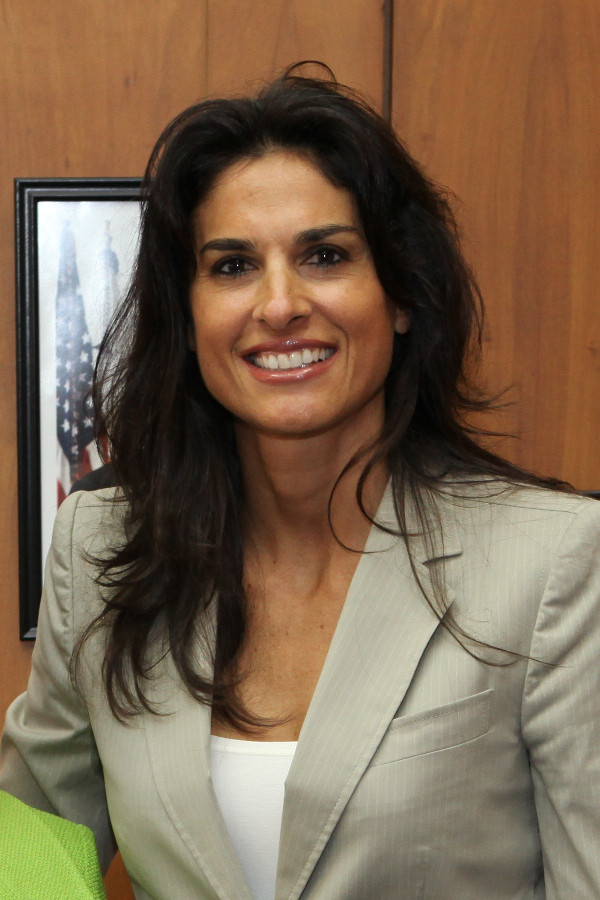
Gabriela Sabatini comenzó su carrera en River Plate.

El Tenis es un deporte que se practica en River Plate desde 1923 y que congrega a una gran cantidad de socios diariamente. Es una actividad deportiva con fuerte presencia tanto en lo competitivo como en lo social. En los años 1965 y 2014, el equipo de Primera División de Damas Libres obtuvo el campeonato para el Club, los mayores logros para la disciplina tenística.
La máxima exponente del tenis millonario es Gabriela Sabatini, quien es considerada como la mejor tenista argentina de la historia y un icono en el deporte femenino nacional. Gabriela Sabatini comenzó a practicar en River a los 6 años, bajo las directivas del profesor Daniel Fidalgo, con quien entrenó durante siete años. Al cumplir los 12 años participó en el Mundialito Infantil de Caracas, logrando quedarse con el primer lugar de la competencia, y ratificando una vez más el talento que ya había exhibido durante su participación en certámenes infantiles metropolitanos y nacionales representando al club.
Actualmente River cuenta con 200 juveniles en la Escuela de Tenis y unos 100 en la Escuela de Competición y tiene entre 50 y 70 representantes menores compitiendo en todas las categorías, desde Sub-10 hasta Sub-18, incluyendo a los que juegan en Libres. Todos ellos con participación asegurada en certámenes juveniles nacionales. Además, cada semana se realizan torneos para los jugadores amateurs de nueve categorías diferentes, un torneo ideal para quienes comienzan sus primeras competencias tenísticas.

### Fútbol sala
Actualmente jugando en la Primera División del Campeonato de Futsal. Es junto a Boca Juniors, los únicos equipos que disputaron todas las temporadas de Primera División desde su creación en 1986.
En 2013, el club alcanzó el tercer puesto en la Copa Libertadores de fútbol sala que se disputó en Uruguay al vencer por 7-3 al Club Cnel. Pablo Rojas, mientras que Lucas Francini fue elegido como el mejor jugador de la copa.
El 23 de diciembre de 2016, River se consagra campeón de la Copa Argentina de Futsal al vencer en la final a Independiente por 1-0, el gol fue marcado por Nicolás Rolón.

### Natación
El actual equipo de natación tiene sus orígenes en 2003, después de muchos años en los que el Club Atlético River Plate no tuvo representantes en los campeonatos nacionales de esta disciplina. En los años 2004 y 2006 se sumaron al cuerpo técnico los profesores Gustavo Langone y Mariano Vardé respectivamente, quienes integraron el plantel como nadadores en los comienzos de este nuevo ciclo y que junto a las nuevas generaciones de deportistas mantienen intactos el espíritu y la ambición de aquel primer gran equipo.

### Otros departamentos
Además de los deportes mencionados, el club también cuenta con instalaciones para las siguientes actividades:
- Atletismo
- Fútbol playa
- Fútbol para ciegos
- Baloncesto 3x3
- Bochas
- Cestoball
- Crossfit
- Pádel
- Waterpolo
- Gimnasia artística
- Gimnasia rítmica
- Danza
- Patinaje artístico
- Hockey sobre patines
- Karate
- Taekwondo
- Boxeo
- Pelota paleta
- Ajedrez
- Tenis de mesa
- E-sports